# 香港電視廣播歷史
香港電視廣播始於1957年。隨著商營有限廣播電台1957年5月29日在香港成立，以及推出電視服務「麗的映聲」，麗的呼聲電視（後改名為麗的映聲、麗的電視或亞洲電視，簡稱亞視、ATV）正式掀開了香港電視廣播的歷史第一頁。1967年11月19日，香港多家英資公司和華資公司組成財團，成立電視廣播有限公司（無綫電視，簡稱無綫、TVB）。其後，佳藝電視（佳視）於1975年9月7日加入，開啟免費電視市場「三台鼎立」的局面。但佳藝電視只持續不到3年便在1978年8月22日已倒閉，從此開始了亞洲電視（ATV）與無綫電視（TVB）長達40年的「收視之戰」，後來一直處於弱勢的亞視一直積弱，形成了所謂的慣性收視現象和一台獨大的局面。
雖然2013年香港電視不獲發牌，但之後幾年陸續增加三個免費電視台。2014年港台電視正式啟播，伴隨著2016年4月亞洲電視結束本地免費電視廣播，其模擬和數碼頻道分別由港台電視及香港電視娛樂接手。香港電視娛樂（HKTVE，即ViuTV）於2016年4月開台，而奇妙電視（現名為有線寬頻開電視）亦於2017年5月啟播。計及無綫電視、港台電視、香港電視娛樂及有線寬頻開電視，香港電視廣播已步入有四個免費電視台的時代。香港電視廣播業格局長期在兩台之爭後，進入四台分立的局面。

## 1950至1960年代

### 首間電視台
麗的呼聲在香港的分公司於1949年3月22日成立，並於1957年5月29日在香港成立商營有線廣播電台，正式推出電視服務「麗的映聲」，此為香港第一家電視台和遠東首間的有線電視。揭開香港電視廣播的歷史第一頁。麗的為英資背景，開台之初仿傚英國廣播公司的模式。
當時麗的以收費方式提供服務，成立初期向每個用戶收取25元的月費，有小部分用戶40元租電視機，其他大部分用戶買黑白不同品牌的電視機，但需要36元電視授權費，以當時的水平來說相當昂貴，一般市民難以負擔，所以「電視」在當時的香港是上流社會的奢侈品。
早期港英政府對電視台的發牌條件中，要求多播放進口西方節目（尤其宗主國英國）:20。電視節目以粵語配音的外購節目為主，如《天羅地網》、《玉面金剛》、《闔家歡》、《神偷諜影》、《雌虎雙雄》等。日本劇集方面，麗的映聲最早引進了武打古裝劇《武士道》（港譯主角名字為冼太郎、霧俠唐比），有說引起了首次日劇熱潮。
自製節目方面，較知名的有劇集《四千金》、綜藝節目《金玉滿堂》等。

### 首間無線廣播電視台
隨着麗的映聲啟播後，電視發展已經開始成熟，1961年，香港政府參考歐美及日本的做法引進免費電視市場，委派了工作小組撰寫研究報告，及草擬監管法例，最終在1964年11月4日通過《電視條例》並批出一個15年電視牌照期限，包括5年專利的無線電視廣播商業牌照。
1966年1月25日，香港政府邀請財團競投地面電視廣播牌照，引來六個財團競逐，當中包括由希慎興業大股東利氏家族、余仁生家族成員余經緯、邵逸夫旗下邵氏兄弟（香港）有限公司等人、英國獨立電視台、機利文洋行（現太平洋行）及美國全國廣播公司合組的「香港電視集團」、由商業電台及怡和集團組成的財團（它們其後再夥拍恒生銀行創辦人林炳炎家族幾位後人成立佳藝電視），以及以獨資形式參與競投的日本富士電視台等。最後「香港電視集團」得到牌照，並在1967年11月19日以「香港電視廣播有限公司」（通稱“無綫電視”，或“無綫”）名義推出免費電視廣播服務。繁体字中，「綫」與「線」為同一個字的不同寫法，“無綫電視”為電視台名稱；“無線電視”指以大氣電波廣播的電視。

### 歡樂今宵
無綫開台之初，便模仿澳洲的綜藝節目《In Melbourne Tonight》，推出家傳戶曉的長壽綜藝節目《歡樂今宵》（詳見有關條目）。

## 1970年代
1970年代是香港電視業蓬勃發展的時期，隨著免費電視的普及，電視的影響力與日俱增。電視在所有媒介的廣告收入的佔比從1972年的34%升至1978年的58.5%:20。

### 外購節目與本地製作的此消彼長
秉承港英政府的電視廣播政策，至1970年代初，電視台節目仍以粵語配音的外購節目為主，尤其是美國劇集:25:35。同時由《青春火花》（無綫1970年首播）開始的日本劇集風潮在此年代出現，較受年青觀眾歡迎。運動主題（除《青》外，還有《柔道龍虎榜》、《柔道小金剛》、《網球雙鳳》、《紅粉健兒》、《綠水英雌》、《排球女將》等）及青春勵志主題（如《前程錦繡》、《女校男生》）的日劇，影響到70年代後期起本地創作具「青春」風格的劇集，如《乘風破浪》、《無花果》、《少年十五二十時》、《青春三重奏》、《出線》。:34-41:25-32對於日本劇集的興起，亦有學者指出是它們的價錢比歐美劇集為低，以及當時日本品牌為免費電視台的重要廣告客戶:245。
在1970年代本地製作逐漸增多。一方面豐厚的利潤及增長前景讓電視台敢於投資，一方面收視調查尚未完善、市場的影響力尚未形成，讓該時期的編導有著較大的創作自由度。:19
至1980年，多播放進口西方節目這種不合時宜的要求被廢除。外購節目的比例由70年代後期的三成降至1985年的兩成。:20-21

### 競爭
1970年，香港電台成立公共事務電視部，製作電視節目透過商營電視台播出，《獅子山下》便是當中的代表作。而無綫推出免費電視服務後，免費電視發展的威力相當大，根據1973年出版的《香港年鑑》，至1972年12月，香港家庭有79.6%已經有電視機，當中有55萬台收看無綫，而麗的只得4.3萬台收看，而可以收看兩台共8.3萬台。最終麗的映聲不得不於1973年12月1日，提供免費電視廣播服務，並改名「麗的電視」，早於1967年開始，無綫電視為全香港首次提供彩色廣播，1971年正式全彩色廣播；麗的電視也在1973年全面改用彩色播映，但由於麗的在轉彩色播映的時候，停播了一個月，大部分原有的麗的觀眾轉看無綫，令麗的進一步積弱。
1973年，無綫電視接辦香港小姐競選節目。1972年4月1日，香港政府正式終止電視授權費，是因為香港市民有足夠能購買電視機而不再是奢侈品。另外佳藝電視（佳視）於1975年9月7日啟播，引入市場競爭，成為香港第三家免費電視台。
無綫電視開台初期推出的電視劇，由於製作班底是舞台劇工作者出身，故劇集的成份以舞台劇成份為多（亦招攬了不少舞台劇演員），直至高層周梁淑怡取材美國故事《午夜情》，並以香港酒店為背景的首部百集長劇《狂潮》啟播後，一改舞台劇的方法，使香港掀起了一股追看電視劇的熱潮。以後，無綫製作《家變》、《強人》、《大亨》等百集長劇，使無綫成为眾台之冠。
周梁淑怡後來跳槽到佳藝電視，亦從無綫電視帶同一班精英到佳視（包括與其合稱「佳視六君子」的葉潔馨、劉天賜、盧國沾、林旭華、石少鳴:36），使三間電視台的實力鼎足而立。
麗的電視原先因為起步點太晚，為三台之末，1975年，無綫開台功臣黃錫照出任麗的第一任華人總經理，他邀請鍾景輝等人過檔，加上監製麥當雄製作的《大丈夫》等劇開始為麗的挽回口碑，後來與蕭若元製作《鱷魚淚》、《變色龍》等電視劇，对撼無綫的歡樂今宵時段，取得一定的成功。
周梁淑怡過檔佳藝電視為總經理後，大幅改組佳視節目，甚至動員大量物力開拍長篇劇《名流情史》。不過，由於當時香港政府發牌予佳藝電視時加入了限制，佳視需要讓出部份黃金時段作教育節目的廣播，形成先天性的缺陷。當時更在報章大幅頭版宣傳所謂「七月攻勢」，但周梁淑怡仍然為成績平平下台。佳藝電視曾推出金庸名著為電視劇，掀起武俠劇熱潮，迫得無綫電視和麗的電視大量購入金庸和古龍名著。最後佳藝在面對激烈競爭下，經營更形困難，結果不到3年，佳藝電視在1978年8月22日倒閉。佳視的倒閉令香港人普遍認同香港廣告市場收益不足以養活三間電視台。:20
佳藝電視倒閉後，各有一半人才流向無綫電視與麗的電視，自此無綫電視與麗的電視的競爭日漸白熱化，1978年麗的製作百集長篇劇《鱷魚淚》，就是為了狙擊無綫長壽綜藝節目《歡樂今宵》。其後，麗的繼續以劇集搶奪《歡樂今宵》時段不愛看綜藝節目的觀眾，迫到《歡樂今宵》不得不推出靈異單元劇《幻海奇情》及其後一些神怪劇來留住觀眾，這個加插短劇的形式，一直橫跨到整個八十年代，例如《季節》等。
無綫電視在七十年代平日八點檔時段推出單元劇，1979年麗的電視針對該弱點在該時段推出自製武俠劇《天蠶變》，成功重擊無綫單元劇並致其遭到腰斬，使無綫不得不從片場拉回正在拍電影的收視保證鄭少秋，開拍《楚留香》應對，終才收復失地。自此八點檔時段則主力播放約十五至二十集的中篇劇，來抗衡對台電視劇的攻勢。

### 電視業對其他媒體的影響
70年代末起，一些受注目的電視製作人進入電影圈，牽起香港新浪潮，如許鞍華與陳韻文、嚴浩、譚家明、佳視「七月攻勢」中的徐克等人:36-46。影評人羅卡稱電視台是新香港電影的「少林寺」:21。其後由在電視台歷練後進入電影圈的人才亦多不勝數。
電視劇主題曲廣受歡迎（見香港粵語流行音樂）亦扶持了唱片業。:21

## 1980年代

### 麗的電視三次成功威脅無綫
1980年，兩台競爭白熱化。8月，無綫電視推出由甘國亮監制，該台台柱一王（鄭少秋）五后（李司棋、鄭裕玲等）的翡翠劇場長劇《輪流傳》，由於《輪流傳》的劇情風格過於創新而且沉悶，一反當時翡翠劇場的風格，故收視有向下走的趨勢，而當時麗的電視看準了這個弱點，認為打垮積弱不振的《輪流傳》，會令無綫陣腳大亂，於是麗的電視動員全台力量拍攝蕭若元構想的民初鄉土劇《大地恩情》系列，以清末農村為背景，由農村社會瓦解、清朝倒台、袁世凱稱帝、五四運動至直皖戰爭為止。並發動9月攻勢，提出千帆並舉的口號以配合宣傳，在9月1日同時推出三套新劇（另外兩套為《驟雨中的陽光》和《風塵淚》）。結果《大地恩情》播出不到五日，無綫決定抽起腰斬《輪流傳》，並成為香港電視史上、無綫電視開臺以來首部被腰斬的電視劇。無綫電視將正在播出的《上海灘續集》調至該時段，並爭取時間趕製由謝賢、汪明荃當主角，王晶所創作的《千王之王》，才能收復失地。
1981年無綫的《龍虎雙霸天》反響不佳，加上麗的同時段播映的《少年黃飛鴻》受追捧而成為無綫在一年內第二套被腰斬的電視連續劇，於是無綫再次安排由王晶所創作，謝賢、汪明荃、周潤發臨危上陣主演的《千王之王》續集《千王群英會》以收復失地。同年稍後麗的播出的青春偶像劇《I.Q.成熟時》大受歡迎，收視成功超越同時段同劇種的《荳芽夢》，成為一時佳話。惟隨着澳洲幫進駐麗的，實行節流政策，大批幕後人材如麗的一台總監麥當雄、助理總監施南生、節目策劃蕭若元、監製蕭笙、黎大煒、編導麥當傑、編劇文雋出走，導致氣勢未能延續，這場勢均力敵的電視大戰宣告終結。

### 從麗的到亞視的多次易主
麗的電視在這十年間三度易主。1980年尾，其英國母公司於加拿大投資洗衣廠（連鎖乾洗店）失利，決定收縮東亞地區業務，遂於1981年2月16日把麗的電視出售予澳洲財團，交易於4月7日完成。但不出兩年股權又出現變化，商人邱德根在1982年6月14日宣佈，透過旗下的遠東集團收購麗的電視股權。其本人於7月2日入主，並於9月24日將公司易名為目前之「亞洲電視」（簡稱「亞視」）。三日後的9月27日正式對外公佈此安排，並隨即更改台徽以遠東集團標誌為藍本，改為一枚鑲金邊的橙紅色古代銅錢，坊間又稱金錢台。
邱德根主政亞洲電視其間，實行緊縮政策，而且更大量開拍劇集外銷。期間開拍大型歷史劇《秦始皇》。亞洲電視後來在菲律賓人手上購入《亞洲小姐選舉》的舉辦權，這類歌舞昇平的選美節目大受歡迎。第一屆亞洲小姐為黎燕珊。無綫電視為了對抗《亞洲小姐》，推出了《健美小姐比賽》。而《健美小姐比賽》亦使用更性感的比堅尼泳衣、開創觀眾電話投票等，亦對準《亞洲小姐》決賽當晚的一舉一動，甚至連宣佈冠軍都在同一時段宣佈。未幾黎燕珊代表《亞洲小姐》參加《亞太小姐選舉》，迫得無綫電視在兩週以內，動員全台力量開拍《楊家將》，每天播半小時，到《亞太小姐選舉》當日為大結局，播出數小時。
不過，亞洲電視在邱德根的帶領下，能夠錄得盈利，而亞視亦在1987下半年開拍《滿清十三皇朝》。
1988年6月17日，以商人林百欣家族為首的麗新集團及地產商鄭裕彤家族的新世界集團聯手購入「亞洲電視」三份之二股權，作價4.087億港元。新股東的加入，令亞洲電視在節目製作上，作出一連串的改革和突破。在此之前，工程部在5月改革訊號發射系統，並與「無綫電視」共用發射天線。
1989年1月31日林百欣再以港幣2.375億收購邱德根手上餘下全部股權，並向澳門賭王何鴻燊配售5%股權。至此，邱德根結束在「亞洲電視」長達六年半的經營，並在2月13日更改臺徽為藍、綠、紅三色絲帶，將中文及英文頻道由黃金臺、鑽石臺易名為「本港台」及「國際台」，頻道名稱一直沿用至亞視結束本地免費電視廣播為止，亦贊助農曆新年煙花匯演。為配合急速發展的戲劇製作，「亞洲電視」在更改台徽的同時也租用清水灣片場，作為電視劇製作中心。
亞洲電視當時由鄭裕彤出任董事局主席，委任周梁淑怡出任總經理，並從無綫挖角搶走不少幕前幕後的人才，例如林建明、盧海鵬、李香琴以及「無綫台聲」蕭亮等，最注目的是成功在無綫密集攻勢下，成功挖角沈殿霞。亦對無綫當時的弱點《歡樂今宵》時段予以狙擊，令無綫需安排節目還擊。亞視在此段期間曾製作過不少經典節目，包括黃霑、倪匡、蔡瀾主持的《今夜不設防》，由諧星吳耀漢向路人搞恶作剧的《吳耀漢攪攪震》，及曾志偉與林敏驄合作主持的搞笑節目《開心主流派》等，但這段時期並未持久，由於在大灑金錢下，收視率仍未達預期。1990年代初期，鄭裕彤宣佈減持股份，亞視改由林百欣（林伯）任董事局主席，並集中減低成本。故在麗新集團增持亞視股權並取得控制權後，即宣佈撤換周梁淑怡，並開始「關水喉」（撤资），僅有的優勢未能維持。這段時期反而令無綫成功進行台前幕後的世代交替 (例如「台聲」由蕭亮轉為羅山與麥劍秋) ，集中活力，在1990年代初製作出不少受歡迎節目。

### 無綫電視的盛世
無綫步入八十年代，由於受到《輪流傳》腰斬的打擊，令領導層認為傳統的長篇連續劇缺乏彈性，終結了翡翠劇場的長篇劇製作，轉型以二十至四十集的中篇劇為電視台的主力劇集。
在八十年代初期，無綫出現了小生荒，當時主力的幾位男小生，鄭少秋、黃元申、劉松仁、周潤發、朱江等，都因為各自的原因離開無綫或淡出無綫的幕前演出，令無綫不得不起用訓練班的年輕畢業生為一線小生花旦，所以無綫訓練班畢業的新演員們，無綫每年進行的港姐選舉而入行的「港姐」們，亦漸漸成為無綫劇集的小生花旦，令無綫幕前進行世代交替，例如在1983年無綫力捧劉德華、黃日華、梁朝偉、苗僑偉和湯鎮業組成「無綫五虎將」，訓練班出身的戚美珍，港姐翁美玲等。
八十年代初的無綫在收視和受歡迎程度都處於巔峰，當時古裝劇盛行，無綫在1982年重新取得金庸名著版權後開始大量翻拍，例如《射鵰英雄傳》分為鐵血丹心、東邪西毒、華山論劍系列、梁朝偉及劉德華的《鹿鼎記》、黃日華的《碧血劍》、梁朝偉的《倚天屠龍記》等，大多都是七十年代無綫尚未拍攝的作品，當時的《射鵰英雄傳》、《鹿鼎記》亦成為觀眾心目中的經典，而劉德華和陳玉蓮主演的《神鵰俠侶》更是創下了平均收視62點的新紀錄，超過320萬人同時收看，紀錄保持至今。《射鵰英雄傳》黃日華和翁美玲主演的, 本劇是1983年最成功的經典電視劇，在香港首播後獲得空前成功，達到99%收視率，破了1977年電視劇《家變》所獲得的95%收視紀錄，成為年度收視之冠。每集平均收視達65點，超過350萬人收看，成為香港電視史上至今為止最多觀眾收看的連續劇。
根據無線電視1995年《萬千星輝賀台慶》公佈的「十大全球最高收視電視劇」，《射鵰英雄傳 (1983年電視劇)》排名第三，截至當時的總收看人次達 356,163,000。而翁美玲也因演活黃蓉一角而走紅並席捲東南亞。1985年由廣東電視台引進中國內地播出，曾轟動一時，苗橋偉與翁美玲主演的《天師執位》，此劇在1984年播出時有61點收視，即超過315萬人收看，認真犀利。
無綫電視在八十年代亦創作出不少經典電視劇，例如《天師執位》、《新紮師兄》等，亦在對台威脅下總動員趕拍《楊家將》，與對台搶拍《成吉思汗》、趕赴內地拍攝《大運河》等，無綫電視亦開始持續製作長篇處境劇，主力在1981年首播的《香港八一至香港八六系列》共1330集，1986年的《城市故事》共433集，雖然以後無綫製作較短的處境劇，但長篇處境劇的製作傳統卻一直持續下去。
亞洲電視不斷把劇集放在《歡樂今宵》時段內播出，威脅歡樂今宵的收視，使之不得不製作短劇來留住觀眾，最初以神怪劇為主導，亦曾多次重播同是短劇的《阿信的故事》，1987年的《季節》，由資深演員鄧碧雲主演的母親李淑德，在她身處的一個大家庭中，如何處理子女間的爭鬥誤會，頭頭是道，令家庭觀眾拜服，因此鄧碧雲在眾人心中也多得一個愛稱「媽打」。亦使歡樂今宵的收視達到高峰，雖然之後亦繼續製作短劇，但之後歡樂今宵的收視亦漸漸無以為繼。
八十年代後期，韋家輝主理的時裝恩仇劇受到觀眾歡迎，例如1986年《流氓大亨》、1988年《誓不低頭》、1989年 《義不容情》、1989年《還我本色》等，為九十年代無綫主力劇集的方向奠定基礎。而周星馳離開兒童組後，《蓋世豪俠》扭轉了大眾對古裝武俠劇的刻版形象，開啟了無厘頭文化，《他來自江湖》奠定周星馳及吳孟達往後在電影圈合作拍攝無厘頭電影的根基。
無綫於1985年發行的首部實況劇《綠咭何價》於1987年在日本播出，為首部打入日本市場的香港電視台作品。此劇亦是當時鮮有的美國取景之作。
八十年代無綫的綜藝節目發展極為蓬勃，收視方面創下新高，如1984年的《香港小姐競選》總決賽取得驚人的60點收視。八十年代的大型特備節目不少以高難度雜技體操表演作為綽頭，不少當紅藝人皆曾有令人印象深刻的演出，例如五虎將在1983年的籌款節目《星光熠熠競爭輝》（《星光熠熠耀保良》前身）中表演體操和心口碎大石、1984年張曼玉在同一節目演出空中飛人、1984年楊盼盼、劉德華和黃日華在《龍鳳呈祥賀台慶》表演壁虎功等。
固定播放的長壽節目《歡樂今宵》推出了〈蝦仔爹哋〉、〈我係Maria〉等大受歡迎的經典趣劇，另有不同類型環節因反應甚佳而自歡樂今宵獨立。音樂節目方面，《勁歌金曲》從1981年播映至今，而該節目所舉行的《十大勁歌金曲頒獎典禮》對香港樂壇影響深遠。旅遊節目方面，由於八十年代中後期開始出現體積較小的攝影機，使小規模的攝製隊出國拍攝更為方便，遊歷世界的《寰宇風情》應運而生，自1988年起分多輯播映至1996年。慈善節目方面，自從1979年東華三院的籌款節目《歡樂滿東華》取得成功後，不少慈善團體如保良局、博愛醫院和仁濟醫院的籌款活動亦自歡樂今宵分拆，成為家傳戶曉的年度大SHOW。
1986年無綫大股東邵逸夫成立翡翠動畫（Jade Animation Ltd），後來推出《成語動畫廊》等自家製作動畫。

### 港劇佔據台灣市場 支援國內電視製作
八零年代中期，香港無線電視台相關機構香港電視國際企業 (TVBI) 已佈署進入台灣，它與台灣的電視製作人邱復生的「年代」合作，提供無線電視台的香港劇出租服務。於是，港劇開始佔據台灣市場，從早期的 楚留香、射雕英雄傳、陸小鳳 等金庸小說改篇的電視劇，大受台灣民眾的歡迎，片中主角之一的鄭少秋成為千萬台灣影迷心目中的偶像，另一位主角劉松仁後來留在台灣，有很好的發展。緊接著是「上海灘」、「天蠶變」，以及稍後的「新紮師兄」等片集，如水銀瀉地般，流入家庭，令台灣觀眾耳目一新，如痴如醉，迷上了港劇。邱復生亦因「年代」賺得豐厚利潤，投資拍攝電影，其後與香港無線電視台合組 TVBS 電視台，成為台灣的傳媒大亨。
另一方面，一批從新加坡回流的電視人，亦相繼到台灣發展，拍了不少台灣電視台黃金時段的長篇和中篇劇，製作水準和收視率都高企，他們已經是台灣電視劇的重要支柱。打從八零年代中到九零年代中，亦有不少香港電視人，包括幕前幕後，經常到台灣拍攝劇集，正是聲音兩邊走，互相支援和交流，已經是司空見慣的了。
香港電視在大陸廣東沿海一帶，更為流行。特別是改革開放以來，廣東人看香港電視已成為日常生活重要一部份，變成為他們的娛樂和資訊來源。以東莞一帶鄉村為例，家家戶戶，幾乎一打開電視機，就是香港電視，可見一斑。九十年代後期，香港電影市道低落，不少電影人、電視人回國內拍電視劇，支援國內的電視工業，使電視製作近年更日趨蓬勃和興旺，像七零年代的香港電視工業興起的影子。

### 亞洲電視總部大火
1987年11月23日，當時亞洲電視九龍九龍塘廣播道總部發生四級大火，摧毀電視台大部份設施。當時作為競爭對手的無綫電視，借出寫字樓作為緊急運作至亞視遷回原址恢復運作为止。火警撲滅後，亞視仍能在僅有的資源下作有限度廣播。此外，亞視在1980年代開始，開拓大陸市場，早在1983年，亞視已獲准進入內地市場，與內地合作製作電視劇集，而亞視終於2007下半年遷入新界大埔工業邨，而廣播道原址則被長江實業買入並改建為豪華住宅，並命名為「尚御」。

### 1988年漢城奧運轉播權事件
自1967年無綫電視啟播以來，市民一直可透過電視免費觀賞國際性的體育賽事，後來1973年麗的電視轉為免費電視亦有播映。
1970年，無綫電視首次播放世界盃決賽，但只是由主辦國墨世哥空運賽事精華及比賽片段的錄影帶，相隔兩天播出，並非直播賽事。至1974年，無綫電視首次直播決賽賽事。1978年，直播賽事增至4場，包括揭幕戰，兩場準決賽及決賽賽事，此安排一直沿用至今。1982年，無綫電視首次直播所有世界盃賽事，讓觀眾可免費收看每場直播賽事。
及後，因應爭奪轉播權費用高漲，1984年，無綫總經理陳慶祥及亞視董事局主席邱德根達成口頭協議，與亞太廣播聯盟(ABU)有默契，兩台也以亞太區廣播聯盟成員身份，由聯盟為亞太區投標播映權，然後分攤費用，自然減低成本及服務觀眾。1987年，1988年漢城奧運會香港地區播映權由前無綫僱員自立門戶創立的體運傳訊奪得，但由於體運傳訊並非媒體，無法自行播放，所以與亞視合作，故亞視變相取得漢城奧運會的獨家轉播權。1987年5月亞視宣佈奪得獨家轉播權。為此，無綫入稟法院，最初無綫敗訴。後來無綫再上訴到英國法院，指亞視違反與無線達成的口頭協議，並以公眾利益為由投訴亞視壟斷播映權。香港高等法院三位按察司一致認為，兩家電視台的口頭協議不只是純粹君子協定、也是商業協議，因此裁定此口頭協議具有法律約束力。最後亞視被英國樞密院判敗訴。。
當時已向無綫辭職，準備移民加拿大的金牌司儀何守信，被體運傳訊邀請出任奧運節目主持，而當時官司並沒塵埃落定下，何守信答應出任主持（形同過檔亞視）。當時無綫高層得知此事，與何守信協商後，決定以一筆高昂的費用換取何守信推卻體運傳訊的邀請，後來無綫勝訴後以免節外生枝，故不再邀請何守信出任同屆奧運節目的主持。
自此，無綫與亞視達成共識，日後將共同競投世界盃及奧運轉播權，直至2002年世界盃，這個平衡終被有線電視打破。

### 大量生產標準產品
生產電視節目給觀眾收看，雖然和一般的工廠不同，不是生產出一件的實物，但同樣有著生產者和消費者在其中；除此之外，電視節目都和生產實體產品一樣，實體商品成功與否，在於消費者購買與否；而電視廣播成功與否，在於消費者觀看與否，所以整體來說也是一種生產。
關於電視工業，從轉變到今時今日的形式，可以借用福特主義（Fordist）到後福特主義（Post-Fordist）的時代交替，來分析及了解電視工業的轉變，因為同樣是分析在生產方面的轉變和該時代的特點。
傳統的電視，即是在數碼廣播推行前，或可以推算到七十、八十年代的時候，那時都被認為是電視的黃金時代。這個時代如前文提及，電視節目的受歡迎程度和影響力都十分高，而這個時代的電視工業，就有如福特主義時期的工業生產，都是以大量生產及生產標準化的產品為主。以七十年代的無線電視為例，當時大量製作以金庸和古龍的小說改篇的武俠電視劇集，而綜藝節目方面就有長做長有的《歡樂今宵》，這都是在一些已知道受廣泛觀眾所喜愛類型的節目。
而當時無論是無線電視，或是其他的電視台，也會全力以打造一條綜合頻道為目標，一條集新聞、文教、娛樂於一身的綜合頻道，當然這和廣播條例中指明不同類型節目的播放時數有關，但當時無論是電視台本身，還是觀眾，都是對只有一條綜合頻道的情況滿意，也沒甚麼反對的聲音。電視台一天的節目，就像時鐘一樣，由早晨節目的一句「早晨」開始新的一天，到《歡樂今宵》的一句：「各位觀眾晚安」來完結一天。全力打造一條頻道，其實和一間福特主義時代的工廠一樣，都是全力打造單一的標準產品。
觀看電視一向都是普羅大眾最佳的娛樂，自從可以免費觀看電視節目開始，便令電視這個媒介成為了大眾主要的娛樂。在七十、八十年代，在電視與收音機相比較之下，有畫面的電視就更多姿多采了。
無線電視的《歡樂今宵》就曾經是大多數香港市民每日必看，甚至認為一生必定要現場看一次的節目，在林奕華著的《等待香港 我與無線的恩恩怨怨》中記載到：「幾乎一直維持至八十年代初期……不論是那個階層的香港人，都會把當《歡樂今宵》座上客視為一生中起碼要實現一次的願望。當身邊朋友知道我是無線電視員工一份子，第一個反應總是：『弄不弄得到《歡樂今宵》入場券？』」。
由以上的例子可見，電視在當時的影響力和受歡迎程度有多高。

### 收視率、節目質素、廣告收入、影響力的下滑趨勢
1980年代末至1990年代初兩台收視有顯著的下跌趨勢，如無綫周日黃金視段平均收視由1982年的45點跌至1991年的31點。例如每晚進行現場直播的大型綜藝節目《歡樂今宵》自1988年《季節》播畢後，收視率連續幾年呈現下降趨勢。此期間一些電視節目滿意度調查亦顯示觀眾對無綫節目的不滿佔比顯著提高。電視台的廣告收益亦有所下跌，1989年無綫初嘗利潤負增長，亞視則長年處於利潤微薄的境地。
其中一個原因是大眾對於電視媒介已失去新鮮感，亦有指卡拉OK、錄影機等事物的興起，令大眾娛樂更多元化，減少收看電視節目。
雖然80年代有著很多被後世視為經典之作，但後期已有個別評論指出，發展已趨成熟的電視業開始因循舊有成功模式，以及抄襲風氣日趨明顯。亦有指市場競爭不足導致僵化。
相較於越趨惡化的其後時代，文化評論人胡恩威認為80年代電視台的節目策略仍顯得多元化，他舉出了翡翠台在黃金時段播放科學紀錄片《生命之源》之例（播映時間實為1980年周日的晚上10:30，為重金外購節目）。
1970年代電視業的興起，對其他媒體有所扶持（見前一章）。學者周華山從電視劇歌曲在流行音樂界主導地位的轉變出發，認為1983年是電視影響力的分水嶺（如音樂頒獎禮上的成績、新舊類型歌手的當紅程度比較），此後電視失去了對潮流文化的獨大影響力。

## 1990年代

### 多元化服務
1990年代，科技發展一日千里，香港的電視業走進多元化類型年代，1991年麗音廣播技術的引入，使立體聲或雙語廣播成為可能（於該年7月1日起開始採用）；另外，圖文電視（此服務最後未有推出）也在同時進行測試，以電腦技術創造虛擬背景的虛擬演播也漸獲應用。此外，新的電視台和電台加入，包括免費的衛星電視及收費的香港有線電視先後於1991年8月26日及1993年10月31日啟播，而新城電台亦於1991年下半年啟播，推出了綜合和主題性的電視頻道。
科技進一步發展，電視傳送方式走向多元化，包括互聯網、寬頻等傳播技術，業內須重新界定「廣播」的定義；而 互動電視 iTV則於1997年利用電訊盈科前身香港電訊的ATM寬頻網絡，推出雙向式收費電視服務，但因不受市場歡迎以及技術未成熟而最終於2002年結束；但後來電訊盈科再次以now寬頻電視（now TV）重新推出以寬頻網絡（IPTV）傳送的收費電視。
相比免費電視台，有線電視和IPTV提供更多頻道和更多功能。

### 中國題材的發展
1990年代臨近九七回歸，以中國內地為題材的電視節目湧現，包括一些資訊娛樂節目（如《江山如此多FUN》、《中國乜都有》）及小眾文化節目（如《把盞論中國》），亦有大型特備節目，如1994年香港電視台首次播出國慶晚會、多個援助內地的賑災籌款節目，亞視開始引入歷史劇《三國演義》等中國內地製作，亦一度掀起熱潮（見下節）。有學者對此分析，六四事件後香港民眾的恐共情緒及民族感情同時併發，而當時傳播媒體對中國內地的取態呈現複雜性，新聞媒體多突顯中港之間的衝突，而擅長軟性包裝的娛樂媒體則多產生調和作用。亦有學者形容此時期為仍處於強勢的本地普及文化與中國內地文化的交流、互動:132。

### 亞洲電視的追逐
步入1990年代，由周梁淑怡主政亞洲電視的時期結束。1991年，林百欣及當時亞視行政總裁李寶安邀請陳貝蒂出任藝員資源部、公關宣傳部及中國發展部總監，成功從無綫電視手中奪去《香港電影金像獎頒獎典禮》、《眾志成城為公益》（即：萬眾同心公益金）的轉播權。亞視亦推出不少劇集與無綫電視對撼，尤其是在無綫熱播臺灣《包青天》時，利用漏洞同時購入該劇的播映權，與無綫電視同時播出同一集包青天，而此事被評為「雙包事件」或「雙包案」（其後兩台亦先後自家製作了無綫版《包青天》及亞視版《包青天》），引起社會各界人士關注；由於陳貝蒂上任中國發展部總監後長期駐守北京 ，與國內電視台關係稔熟 ，更捷足先登促成与内地合作，拍了中港兩地首部合作劇集《碧血青天楊家將》，使亞視在國內聲名鹊起，廣告收益亦有所提升。
繼合作製作后，陳貝蒂亦牽線使亞視購入姜文的《中國人在紐約》、《金雞百花獎》等節目  ，後來購入中國中央電視台攝製的《三國演義》，請來馮兩努作出解說，葉振棠主唱主题曲，出現熱潮，中國攝製的歷史劇开始在香港播映。其後引入的歷史劇《雍正王朝》、瓊瑤古裝劇《還珠格格》皆取得佳績（影響到無綫在1990年代末至2000年代初引入《康熙微服私訪記》系列、《鐵齒銅牙紀曉嵐》系列、《大宅門》等劇）:132-133。
亞視推出時事性綜藝節目《今日睇真D》，把新聞娛樂化開創先河，令無綫電視不得不推出《城市追擊》進行還擊，但長期亦是《今日睇真D》主導局面，例如1995年的「疑似解剖外星人」片段，一連五晚不斷「重覆重覆又重覆」，使收視曾一度高達二十點以上。雖然事後被揭發是偽造片段，但亞視卻成功帶起氣勢與收視。
當時擁有的當紅藝員計有沈殿霞、米雪、黃日華、甄子丹、曾志偉、任達華、關詠荷、張家輝、安德尊、呂頌賢、苑瓊丹、劉錫賢等，合作歌手有徐小鳳、鄧麗君、羅文等。公關宣傳部更由陳貝蒂製立擁有製作隊伍及節目《亞視傳真》，陳吸納了趙汝强監製領軍，成為佳話，亦一度扭轉亞視財政赤字局面。但林百欣在曹廣玉的主導下，簽署了一張合約，規定亞視拍攝的劇集，只能播出一次，即變為衛視資產，導致亞視不少劇集外流。
1995年，亞視成功邀請不少外援拍攝優質劇集，例如繼續與金超群合作拍攝《包青天》，前後共160集。成功邀請在無綫剛籍《再見亦是老婆》一劇人氣急升的陳秀雯，與在香港漸得支持的台灣演員馬景濤拍攝百多集長劇《再見艷陽天》。成功以百萬高薪禮聘以殭屍片道長走紅的演員林正英，拍攝《殭屍道長》、《殭屍道長II》及《等著你回來》，正當準備《殭屍道長》第三輯時，林正英患癌辭世而中止合作。1997年鄭則仕從無綫轉投亞視，拍攝兩輯《肥貓正傳》、《屋企有個肥大佬》等，此時鄭則仕剛奪得第16屆香港電影金像獎最佳男主角。
90年代，日劇再度崛起，亞洲電視曾買下多套人氣日劇的播放權，例如《等你說愛我》、《沒有家的女孩》、《101次求婚》、《東京愛情故事》、《愛情白皮書》等，在香港產生高人氣:42-43。《等》的女主角酒井法子曾在1997年的亞洲小姐競選擔任表演嘉賓，《東》、《愛》的漫畫原作者柴門文亦曾應邀到港宣傳:43。《101》、《東》、《愛》均曾在有線電視再播放:42-43。後來有線電視經營自家頻道「娛樂台」，大量播放日劇，則有部份在有線播放完畢的日劇則由亞視接力播放，雖然在免費頻道屬於首播，但首播的頭啖湯已落在有線身上。後來有線電視在2000年代買下韓劇《藍色生死戀》後，引發韓劇熱潮，亞洲電視亦播放部份屬非首播的韓劇。後來亞視也花資金購入《順風婦產科》、《女人天下》等劇集播放權，但收視仍然低迷。
1997年，亞洲電視失去香港賽馬節目轉播權，無綫電視奪得轉播權，傳言是因為亞視當時首屈一指的主持人董驃的辛辣言詞觸怒馬會高層（傳言矛頭指向當時馬會行政總裁黃至剛）。2001年亞洲電視重新奪得香港賽馬節目轉播權，但是董骠没有再為亞洲電視主持賽馬節目，這是因近年節目製作改由馬會負責，電視台只負責播出節目，部份主持的質素及立場則受到馬迷極度質疑。
但林百欣後來出售亞洲電視股權，由内地人封小平入主，大幅改組亞視節目。而亞視的戲劇製作組被解散，亞視的劇集漸漸不再於香港製作，甚至外判，就算製作《我和殭屍有個約會》等，不過出現劇集質素參差不齊的情況。綜藝節目亦開始有所不繼。亞視並沒有在黃金時段下足夠功夫，偶然引起觀眾注意的節目並不能持續。在連環劇集和綜藝資訊節目攻勢底下，無綫電視最終保持一直的強勢局面，亞洲電視收視及氣勢就一落千丈。

### 無綫電視的百花齊放
90年代初，受當時影圈蓬勃和亞視高薪挖角影響，多位小生花旦選擇離開無綫出外發展，包括梁朝偉、周星馳（至1996年仍由無綫擔任經理人，但已不再接拍劇集）、劉青雲、吳鎮宇、劉嘉玲、毛舜筠、曾華倩、羅慧娟等，使無綫一度面臨嚴重的人材流失問題。無綫透過發掘新人、給予多年來星途浮沉藝員主角機會，以及向亞視進行反挖角來解決此問題，1993至1996年間多位前亞視小生花旦如關詠荷、陳錦鴻、呂頌賢、張家輝、江華、劉錦玲等紛紛轉投無綫。而同時間亦有許多出身影圈，惟事業處於瓶頸期的藝人抱着再創事業高峰的期望選擇加入無綫拍攝電視劇，當中包括溫碧霞、袁潔瑩、李麗珍、鄭浩南、李子雄、方中信等。
踏入90年代，無綫電視創作的電視劇更多元化，同時亦延續不少在80年代流行的劇種。在傳統劇種方面，在80年代末風靡的時裝恩仇劇（如《流氓大亨》、《義不容情》）繼續流行，90年代初此劇種的領軍人物便是當時的無綫一哥萬梓良，每年均播出一部他主演的電視劇如《大家族》、《巨人》等，大多取得高收視。時裝商戰劇更在1992年播映的《大時代》中達至創作和話題高峰，當中劇情和演員演出至今仍為人拍案叫絕，亦正亦邪性格而且情緒大起大落的角色丁蟹成功為一直是正義大俠角色的鄭少秋轉型，後來亦成為《笑看風雲》、《天地男兒》的主角。其後無綫所創作的時裝家族情仇劇《天地豪情》、《創世紀》等持續受歡迎，而且匯聚多位當紅小生花旦，陣容龐大（此時的商戰劇代表人物當屬羅嘉良和監製戚其義），取得不少回響。
90年代無綫電視亦開創了專業劇這類新的劇種，而這劇種的首部作品便是1992年首播的律政單元劇《壹號皇庭》，由於受到觀眾的歡迎，此後連年製作，至1997年完結，一共製作5輯，其中首3輯為每週放映一集的單元劇，每集講述一個案件，此播映方式在當時頗為新鮮。《壹號皇庭》系列的成功，使無綫製作更多專業劇，並涵蓋不同職業，當中不少這類的電視劇都取得高收視及良好的口碑，使無綫不斷拍攝續集，例如以不同部門警察處理案件為題材的《刑事偵緝檔案》系列和《o記實錄》系列、鑑證題材的《鑑證實錄》系列、以專業醫生為題材的《妙手仁心》系列以及消防員為題材的《烈火雄心》系列。憑專業劇而走紅成為當家小生花旦計有歐陽震華、陶大宇、吳啟華、林保怡、王喜、郭可盈、宣萱、陳慧珊等。
自製古裝劇在80年代後期起在香港受歡迎程度持續下滑，至90年代初古裝劇收視普遍比不上时装剧（少數極受歡迎的古裝劇為外購，包括1993至1994年播映的《包青天》和1994年播映的《倚天屠龍記》分別購自台灣華視和台視），而無綫這時亦減少製作古裝劇，然而由於海外錄影帶市場對古裝尤其武俠劇的興趣仍然濃厚，此時無綫製作的古裝劇有不少都是為海外市場而設，當中亦開拍了數部金庸小說相關的同人劇，部分劇在香港只安排在翡翠台非黃金時段（下午或深夜）播映。1996年的古裝賀歲劇《河東獅吼》受到歡迎，自此無綫亦定期製作古裝賀歲劇，例如《醉打金枝》等，2000年四生四旦的《金裝四大才子》集其大成。
1994年起無綫開始翻拍金庸名著，首作是《射鵰英雄傳》，之後每年均開拍一部金庸武俠劇，直至2001年播出《倚天屠龍記》後告一段落，這些劇播映後在香港反響不算特别突出，這些金庸武俠劇收視一般，整體話題和反響不如七八十年代的第一次金庸翻拍熱潮。不過事隔多年以後得到觀眾的認同，例如97版天龍八部當年在香港反響一般，但該劇引進內地后，在內地掀起收視熱潮，更在多年後被內地觀眾認為此劇為無線在90年代金庸小說能夠勝過80年代首次翻拍的版本。又例如《笑傲江湖》飾演主角令狐沖的呂頌賢，當時在香港播出時反響甚少，隨著時間過去，多年以來觀眾重看後，認為他能成功演繹出令狐沖這個角色等。
只有翻拍80年代金庸劇本的射鵰英雄傳 (1983年電視劇)在中國創下90%的收視率，成為中國十大電視劇之一，在中國收視率最高。 並且影響到現在 在中國也無數次重播，引起了“ 黄日华”、“郭靖”和“翁美玲”的演員。經典“黃蓉 ”性格深深紮根於大多數中國觀眾的心中。 製作射鵰英雄傳 (1994年電視劇) 難以更換 因為90年代的翻拍版在國內並不流行。
無綫電視的長篇處境劇《真情》在1995年播出。真情有過去無綫強勢加成，亦以日常生活與香港的關係更貼近家庭觀眾的生活，加上不斷推出新角色加強劇情張力，例如黃錦燊的「貓屎」、曾江的「標冷汗」、呂方的歸亞萊、馬蹄露的討厭角色「MAYMAY」等，結果長做長有，合共播出了1128集，是當時香港電視史上播放時間第二長的電視劇，創下不少拍攝紀錄，亦曾於666集，即MayMay準備和正式跳樓自殺的兩集（第665-666集，1998年1月16及19日首播），收視最高達43點（259萬人次），一週平均收視達38點（229萬人次），亦是香港處境劇的最高收視紀錄，以當時一般無綫節目約30點可謂鶴立雞群。亦因為此劇，新角色之一的「好姨」薛家燕正式走出離婚的陰影，走上演藝事業的高峰。
由於80年代末至90年代初海外錄影帶市場十分蓬勃，而且香港電視劇在黃金時段的平均收視達45點，此後受到多個外在和內在因素影響，包括有線電視的開台、錄影機日漸普及、市民娛樂增多（如電視遊戲機、卡拉OK等）等，加上亞洲電視不時的攻勢，使黃金時段平均收視逐步下滑至1995年24點的低點，此後數年雖有所回升，依然未能重回80年代的收視光景。
綜藝節目方面，90年代初期，長壽節目《歡樂今宵》已進行過多次改革，企圖迎合時下觀眾，由於亞視在之前80年代末的挖角潮把《歡樂今宵》原有班底搶去了大部份，幾乎令節目換血，不過由於老班底不再，收視率依然沒有起色，未能改變其下滑之勢，終在1994年無限期停播。曾志偉除了在電影界活躍外，在八十年代亦於兩電視台間遊走，亞視改組後受周梁淑儀之邀與亞視簽約，為亞視製作綜藝節目。周梁下台後，與亞視約滿後隨周梁而去，在譚詠麟、梅艷芳等好朋友的支持下加入無綫電視，為無綫電視主持綜藝節目。
無綫電視於1995年推出由陳百祥主持的《運財智叻星》，由於嘉賓陣容強勁以及問答互動方式，使沉寂多時的遊戲節目全面復蘇，極受觀眾歡迎，更曾罕有地擊敗向來有穩定高收視的戲劇節目蟬聯10週收視冠軍，最高收視達42點。節目完結後由曾志偉主持的《超級無敵獎門人》接棒，亦同樣創出高收視率，而且遊戲更多元化。此後近20年，《獎門人系列》亦成為無綫知名的長壽經典綜藝節目，而在收視的成功亦促使無綫製作更多同類型的遊戲節目，例如由沈殿霞主持的《公益開心》系列。
亞視播放日劇成功後，90年代中期無綫亦購入了《同一屋簷下》、《金田一少年事件簿》（第一代）等日劇的版權，亦取得收視成功，從亞視手上奪回日劇主導權:43，並令節目更多元化。雖然金田一第一代第一季受到《蘋果日報》及亞視以學童自殺案的輿論攻勢夾擊，被迫腰斬部份集數，有線電視雖然加入戰團購入不少日劇，但無損無綫配音日劇的收視地位。
90年代香港樂壇處於極盛時期，四大天王、王菲等偶像熱潮席捲全港，因此無綫電視在這時期大量為當紅歌星製作音樂特輯，這些特輯大多赴外地取景，配以歌曲創造出浪漫的愛情故事。另外，為顯示無綫電視的氣勢以及吸引更多觀眾，1991年無綫在《萬千星輝賀台慶》外，另辟《翡翠歌星賀台慶》節目，絕大部分歌星都亮相節目傾力演出。
90年代期間，無綫電視引入不少外購動畫，並由當紅歌星主唱中文版主题曲。在廣告商（玩具商或代理）的全力贊助下，許多分別主攻男性和女性的動畫播放，更令無綫擴大了整體播映時段，一星期曾有高於20套動畫節目播出。而無綫電視自1990年起播出全港電視界首套深夜時段動畫《聖鬥士星矢》，無綫後來長期播放《龍珠Z》，更買入《美少女戰士》等人氣動畫的版權，為當時年輕人所追捧，亞視亦曾購入一些動畫，例如《蠟筆小新》曾對《勁歌金曲》時段產生威脅，自此兩台於早上與深夜時段播出的動畫加入電影時期的大量元素和風格使其更生動，包括一些粗言、潮語，更奠定隨後數十年動畫對白的基礎。另外，香港電視台會為OVA作品配音並於電視播出，而日本甚至世界各地播放OVA僅以日語原聲播出及較少在電視播放。詳見無綫電視動畫播放歷史。

### 還珠格格的奇跡
1999年，時任亞視高級副總裁徐小明，主張買入大陸台灣合拍劇集《還珠格格》第1輯，亞視總顧問沈野與小說原作者瓊瑤分屬好友，因此亞視取得《還珠格格》播映權，《還珠格格》由趙薇、林心如領銜主演。於同年8月逢星期一至五晚上8:30至9:30播出第一輯，初期收視節節上升，首星期平均收視已達12點雙位數，當時亞視黃金時段劇集平均收視僅約7點，可見《還珠格格》收視不俗。數星期後，平均收視已超過20點，於中期的平均收視，更高於無綫的自家製劇集，並把無綫劇集的平均收視，拉低到不足20點，如《非常保镳》、《雙面伊人》、《布袋和尚》、《騙中傳奇》及《人龍傳說》，令無綫接二連三打輸仗，對當時無綫黃金時段劇集平均收視最少30點來說，可說是受到前所未見的打擊。亞視有見及此，乘勢將《還珠格格》加碼至逢星期一至五每天播出2小時，繼續重挫無綫。
《還珠格格》第1輯播畢後，緊接播出第2輯，因此對無綫造成至少兩個月而非短時間的打擊，逼使無綫曾經每星期均變陣，但仍未能收復失地。最終無綫緊急召回「獎門人」曾志偉，把自家製王牌遊戲節目《獎門人》系列，由原本每星期播出1次，加碼至5次，逢星期一至五每天播出，以《驚天動地獎門人》迎戰《還珠格格》，更以巨額獎金獎品吸引家庭觀眾參與遊戲，才能收復失地，最後收視險勝。即使如此，《還珠格格》已令無綫平日黃金時段平均收視流失約10點（約60萬觀眾），為時長達至少兩個月，為觀眾津津樂道。
總括而言，《還珠格格》的收視佳績，有帶動亞視其他節目收視上揚，例如台灣劇集《少年英雄方世玉》等。因此，《還珠格格》可說是亞視為無綫帶來的最大收視威脅。
無綫後來以高價搶購《還珠格格》第3輯，但由於第3輯主角大部分易人，而且風格一反之前兩輯以歡樂為主的氣氛，以悲慘的氣氛示人，並非大團圓結局。因此乏人問津收視低迷，最終於2003年9月8日起，改為非黃金時段的逢星期一至五下午6:00繼續播出，結果該時段的平均收視點只有單位數，原作者瓊瑤為之非常氣憤，斷言不會再賣電視劇給無綫 。因此有指《還》是無綫的魔咒：第1、2輯由亞視購入播出，大受歡迎，掀起全城熱話，收視罕有地力壓無綫；第3輯由無綫高價搶購播出，卻乏人問津收視低迷，被調往非黃金時段草草播畢了事。不過後來的《還珠格格》2011年版也是由無綫購入播出。

## 2000年代

### 百萬富翁
2001年，《百萬富翁》（香港版）殺傷力不容忽視。2001年初夏，亞視推出新綜藝節目，逢星期一、三、五晚8:30至9:30播出《百萬富翁》，由陳啟泰主持；逢星期二、四晚8:30至9:30播出《女優選拔賽》。《女優選拔賽》即使有賣弄色情及有食蟲等較激進大膽內容，卻只有平均收視2點；相反《百萬富翁》首星期平均收視8點，之後節節上升，迅速掀起全城熱話。但由於《百萬富翁》每星期一至五僅播出3天，未能大幅威脅無綫逢星期一至五播出5天的節目收視，因此亞視把《女優選拔賽》結束，把《百萬富翁》加碼至逢星期一至五晚8:30至9:30播出5天，才正式對無綫造成威脅，收視力壓無綫同時段資訊節目《全線大搜查》，使之調至逢星期一至五晚10:30至11:30播出。
7月15日，《百萬富翁》播出特別版本《名人慈善百萬SHOW》，以邀請黃霑、馮寶寶等知名公眾人物參加，並捐出獎金作慈善用途作號召，對撼無綫同時段播映的《2001年度香港小姐競選總決賽》（該屆冠軍得主為楊思琦）。結果該集《百萬富翁》最高收視達39點，平均30點，創下亞視開台以來的平均和最高收視紀錄，為亞視唯一一次平均收視有三字頭紀錄；相反《港姐總決賽》平均收視僅21點。由於《港姐總決賽》過往每年平均收視均超過30點，因此《百萬富翁》破《港姐總決賽》29年不敗之身，大幅拉低《港姐總決賽》平均收視的創舉，成為熱話，至今仍獲視為香港電視史的經典。
無綫逐變陣，逢星期一至五晚8:30至9:30改播張衛健主演的大陸劇集《機靈小子》迎戰，希望扭轉劣勢。首星期的確曾帶來勝局，《機靈小子》以平均收視22點，險勝《百萬富翁》平均收視20點。但後勁不繼，《機靈小子》第二星期平均收視19點，被《百萬富翁》平均收視22點反超前，《機靈小子》最終大結局平均收視僅8點，令無綫徹底打輸仗。
8月20日起，無綫再度改變策略，緊急推出與《百》同是英國問答遊戲節目的《一筆OUT消》（香港版）迎戰，由鄭裕玲主持，逢星期一至五晚8:30至9:30與對手同時段播出。《百萬富翁》播出特別版本《少林足球百萬富翁慈善夜》對撼《一筆OUT消》首兩集，以邀請當時大熱的周星馳電影《少林足球》演員參加，並以捐出獎金作慈善用途作號召。結果《一》及《百》分別錄得平均收視27點及24點，以3點險勝。
兩大節目初期鬥得難分難解，後來《百萬富翁》因過份着重討好參賽者，將問題難度降低；亦曾為了節省獎金，一到八千元保險線以後的問題難度超高；亦已經播出了很多集數，每星期播出5天已持續約半年，內容也是一問一答過程重重複複，相比《一筆OUT消》的新鮮感，觀眾對《百萬富翁》已漸感沉悶生厭，因此觀眾逐漸流失。而《一筆OUT消》初期因英國製作方要求保留原版節目風格，主持人鄭裕玲須態度冷酷及言詞刻薄，此種風格並不太為香港觀眾接受，後來因觀眾意見而作出改變，和推出藝人慈善版，使後期無綫收復收視失地。2001年末，《百萬富翁》終暫告一段落。之後至2006年，亞視陸續推出《百萬富翁》第2至4輯及《以一敵百》遊戲節目，但卻無以為繼。
總括而言，《百萬富翁》的收視佳績，沒有帶動亞視其他節目收視上揚，例如星期一至五晚，緊接《百萬富翁》播出的劇集《縱横天下》，平均收視僅9點；無綫同時段劇集《陀槍師姐III》卻有平均收視32点。因此，2001年《百萬富翁》對無綫收視的整體殺傷力，仍遠遠不及1999年的《還珠格格》。

### 飲食節目的黃麗梅效應
2001年末，亞視播畢首輯《百萬富翁》後，已明顯漸見「染紅」，使亞視本來已是長期積弱的口碑及收視，更見每況愈下雪上加霜，從此基本上已持續衰落，再無之前的短暫輝煌，走向不歸末路。例如亞視在2002年邀請前無綫《真情》編審陳寶華出任戲劇科總監，創作《有求必應》、《萬家燈火》、《8號巴士站站情》等劇集，但未幾陳寶華本人就離開亞視北上發展，瞬間打回原形。
之後亞視除《六點鐘新聞》偶然獲得雙位數收視點外，就只有2007年逢星期日晚上8:00至8:30播出，由黃麗梅主持飲食節目《鮮入為煮》，一度令亞視再次獲得雙位數收視點，當中黃麗梅食評金句「雞有雞味」更掀起全城熱話。2007年8月下旬的一集《鮮》，平均收視達13點雙位數，而無綫同時段（晚上8:00至8:30）的《兒歌金曲頒獎典禮》，平均收視只有8點，此為亞視最後一次有節目平均收視高於無綫同時段節目（六點鐘新聞除外）。黃麗梅成為最後一位有代表性的亞視幕前人物，有見及此，黃麗梅主持的飲食節目多次添食，但無以為繼，雖然如此，也促使無綫於日後一段時期，慣常於逢星期日晚上8:00，改播半小時飲食節目迎戰。
然而，《鮮入為煮》效應只是迴光返照，這時亞視已積重難返，持續每況愈下，已成無法逆轉的大方向。

### 尺度
隨着1995年《香港電視節目分類制度》出台，一批監察電視台尺度的人漸漸冒起，有意向廣管局投訴無綫電視和亞洲電視涉及色情、暴力、血腥的畫面。其中無綫因觀眾群較多而收到較多投訴，其中一次投訴動畫《吹波糖危機2040》，使無綫被罰一個可觀數額，但由於節目與日本播出時同樣在深夜時段播出，而根據分類制度只需規管尺度太大的內容，因此無綫當時不太理會，仍以一貫標準播映多套深夜動畫，另一套動畫《銀河戰警》亦遭觀眾投訴，但由於在「合家欣賞時間」播出，終導致無綫對動畫（沒有列作「按牌照要求提供的兒童動畫」及深夜動畫除外）作出極大收緊，刪除畫面到了過份的地步，直至J2啟播方解除。
尺度收緊亦蔓延至黃金時段。觀眾不只對節目的色情、暴力、血腥的畫面作批評，更開始投訴劇情發展和形式，結果收緊了創作自由。對較保守的無綫電視來說，這令其製作更保守，受到另一批想看好節目的觀眾批評；不過對於觀眾較少的亞洲電視來說，這反而有助其以大膽內容引起話題。
而另一方面，電視台在處理一些暴露鏡頭時，也漸漸與八九十年代的處理手法不同，例如無綫以及有線電視在播放「鐵達尼號」時，有一場露點鏡頭，均不作刪剪。

### 數碼電視地面廣播

#### 推行時間及協定
地面電視廣播方面，全球的電視廣播開始走向數碼化，英國、美國、日本、韓國、台灣及東南亞等地已經推出數碼地面電視廣播，以及高清晰度电视（慣稱高清電視）。而香港政府早於1998年開始研究，並在2004年間，就此作出更全面的研究，並規定當時兩間地面電視廣播營辦商——電視廣播有限公司（TVB）及 亞洲電視有限公司（aTV），必須最遲於2007年12月31日正式開始推出包含多頻道平台和標準清晰度電視（慣稱標清電視）在內的數碼地面電視廣播服務，以確保如期及順利地推行數碼電視服務，但高清晰度电视這項服務則可選擇推出與否。
根據香港政府於2004年7月公布的香港推行數碼電視的框架里程，包括：
- 亞洲電視和無綫電視須在2007年年底或之前，以模擬方式（Analog）和數碼方式同步廣播現有服務，並各自在增配的頻道上推出新的數碼服務。
- 亞洲電視和無綫電視在2008年底或之前，擴展其數碼網絡至覆蓋全港至少75%的人口。
- 視乎進一步的市場及技術研究結果，港府會指示亞視和無綫在開始同步廣播後的五年內，即在2012年年底或之前，終止模擬電視廣播。

不過，正式終止模擬電視廣播的時間後來不斷推遲，港府先推遲至2015年，後再進一步推遲至2020年或以後。
推出新的數碼電視服務後的同時，市民亦可繼續沿用模擬制式的電視機，繼續接收模擬廣播訊號及頻道，直至2020年或更後模擬訊號關閉，其後所有接收模擬訊號的電視機均必須增設機頂盒，或購買新的、能夠接收數碼電視本地訊號制式及頻道的電視機，才可繼續收看電視。

#### 覆蓋範圍
2007年底地面電視數碼訊號，將先由九龍慈雲山發射站為主，其後的5個主要發射站將在2008年中，不遲於北京奧運開幕前全部運作；而啟播初期的覆蓋範圍，以九龍半島及香港島北部為主，以及新界沙田和大埔的部分地區。雖然香港有超過224萬個家庭，每個家庭均有電視機，但大部分家庭若要收看數碼地面電視，首先要改裝大廈天綫，並必須增設由政府電訊管理局所標籤的基本版機頂盒或升級版機頂盒，或者更換內置DMB-TH制式的電視機，才可接收數碼地面電視的頻道。

#### 兩台之頻道與節目安排
香港現有的5條數碼頻譜中，無綫電視將與亞洲電視共用1條數碼頻道作模擬及數碼同步廣播之用。此外，無綫電視與亞洲電視將各獲分配1條額外的數碼頻道，以提供多頻道電視及高清電視等服務。
亞洲電視承諾在2009年年底前，投資超過4億港元，以提供高清晰度電視節目，與多頻道節目混合的數碼服務（主題分別是潮流文化、商業新聞暨財經、購物資訊及娛樂新聞），其中將最遲於2007年年底前，亞洲電視將在大部分時間提供4條標準解像電視頻道，但在黃金時間將轉換至一條高清電視頻道，每天提供2小時的高清晰度電視節目。
而無綫電視則承諾在2009年底前，投資總額超過四億港元提升製作及廣播設備，另撥三億港元籌建發射站，最遲在2007年年底前開設一條高清晰度電視節目頻道，每天播放不少於14小時的高清晰度電視節目及最少每周14小時的自製高清節目。無綫電視的高清電視頻道將會是一條提供綜合娛樂節目的頻道，無綫電視總經理鄭善強先生說可以理解成多了一個具備高清電視質素畫面及聲音的翡翠台。

#### 電視制式問題
無綫電視雖然早於1999年已經開始測試數碼地面廣播，唯香港因盜看收費電視問題嚴重，使香港有線電視於2000年1月已經將原有的模擬電視訊號，轉為數碼訊號廣播，成為香港首間的數碼廣播電視台；由於無綫電視一直希望使用歐洲的DVB-T格式廣播，但亞洲電視卻趨向使用中國新研發的DMB-TH制式，然而中國制式懸而未決，故一直拖延進度，至2005年才有明確的時間表，計劃在2007年首季試播。
2005年7月6日，電視廣播有限公司宣佈將興建20至30個數碼廣播發射塔；同年10月12日，電視廣播有限公司表示，將與行動電話製造商諾基亞初部研究在香港發展DVB-H流動電視服務，或於2007年提供服務。
直至2006年8月31日，中國才決定數碼廣播制式，故無綫電視表示將先測試內地研究的制式，如果遲遲未能作測試，便考慮採用於2001年測試成功的DVB-T制式。不過亞洲電視則強調，由於其50%市場來自內地，因此不希望使用歐洲制式。2006年10月19日電視廣播有限公司宣佈已達成共識，選用大陸制式。兩台於同月派員往上海測試，11月邀請中方到港實地測試，計劃12月中向政府正式提呈。有指香港數碼廣播的推出時間，會因此推遲數月，但仍能趕及政府所訂期限，而一些本地軟體商亦會受惠。
2007年6月4日，經兩台商議完成制式問題後，政府宣布，本港地面電視數碼廣播技術制式，決定採用中國DMB-TH制式，無綫電視與亞洲電視於2007年底推出原有四台的標準清晰度電視頻道，以及新增的標清與高清頻道。

#### 收費電視數碼廣播
收費電視方面，Now寬頻電視原先計劃於2005年末，推出高清電視服務，其後推延至06年初，再因技術問題押後，Now寬頻電視希望在06年第三季能夠推出，其後再延至07年初。

### 無綫電視話題角色及實力派演員的崛起
步入2000年代，亞洲電視由於種種原因而收視無法有起色，於是傳媒的焦點轉向到無綫電視的電視劇集中。在2000年代初期，無綫的劇集以中篇輕喜劇為主。無綫劇集的一些人物成功引來觀眾正面的反映而人氣急升，例如黃子華和鄭裕玲主演的《男親女愛》，深入民心，劇中仿傚周星馳於電影《唐伯虎點秋香》一幕中，以「小強」作為蟑螂的稱呼，至今仍得到廣泛使用；此劇獲譽為香港經典劇集之一，除了獲得最高50點的收視，在資訊節目主導的電視節目欣賞指數調查中亦獲得季度首名。郭晉安主演的戇夫成龍亦是一例，成功取得觀眾的熱烈反響，開拍時裝版。而時裝版阿旺新傳中，湯盈盈憑諧趣惹笑的李笑好一角成功冒起，無綫更為她做度身訂做兩個特別綜藝節目。
同時，有一些資深實力派演員在演出這些輕喜劇時，以其演技得到觀眾認同而名望大增，例如夏雨在2005年的甜孫爺爺中飾演一個小人物式父親而惹笑連場，因而得到無綫萬千星輝頒獎典禮（2005年）的最佳男配角獎。星途浮沉的鄭嘉穎在2006年憑藉戀愛劇《天幕下的戀人》人氣急升，獲得該年度《萬千星輝頒獎典禮》最佳男主角，登上事業高峰。
2000年代韓劇崛起後，無綫眼見對手播出韓劇受到觀眾歡迎，於是購入《浪漫滿屋》、《天國的階梯》、《明成皇后》等電視劇，得到觀眾的歡迎，2005年，無綫電視在翡翠台播出韓劇《大長今》，備受歡迎，成功吸引觀眾追劇，把在凌晨重播時段的百集長劇創世紀的收視拉高，自此以後無綫重視在凌晨十二點多重播劇集的時段，亦多次刻意挑選大作重播。
與此同時，在輕喜劇以外，香港近年亦興起女性鬥爭類劇集。這風潮的源頭可追索至2004年播出的金枝慾孽，內容描述後宮爭鬥，被坊間認為是反映了現實中的辦公室政治，劇中女演員因而大紅，如鄧萃雯便再創演藝事業高峰，奠定了當今當紅電視女演員的地位。
2007年，無綫電視播放《溏心風暴》 ，起用夏雨、李司棋等實力派演員主演，由於溏心風暴涉及家族爭產，而且演員演技精湛，在觀眾中做成強大迴響，開啟了高收視偏向家族爭產式劇集的現象，此劇亦是繼《男親女愛》後，在電視節目欣賞指數調查鮮有獲得季度首名的電視劇集。其後的家好月圓、巾幗梟雄、宮心計等亦如是。於是夏雨、李司棋、關菊英、米雪、黎耀祥和鄧萃雯的演技受到絕大部分人認同。另外，其他劇集中的突出角色亦有機會讓有實力的演員彈出，如謝天華飾演的Laughing哥，引發之網絡和社會效應也不容忽視。
由於這些劇集能發揮演技，於是一些實力派演員籍這些劇集成功爭取觀眾認同而升為一線演員。亦與當時一些力棒的年青或偶像演員，出現無法接棒的現象有關。例如林峯被無綫高層不斷開劇力捧為男主角，甚至在2009年起，在某位高層力排眾議的欽點下連續多年在無綫十大勁歌金曲頒獎典禮中奪得「亞太區最受歡迎香港男歌星」，但由於當時林峯實力及威望不足，被網民譏笑為「亞皆老街至太子道西」區的最受歡迎香港男歌星。

### 追擊無綫電視霸權
由於香港政治生態起了強烈的變化，行事較激進的團體漸漸冒起，而無綫電視被指在處理一次六四紀念活動的新聞時數不當，引來這些團體的指責。有一位市民在2009年6月4日，於維園舉行的六四事件20周年燭光晚會，趁無綫電視的《六點半新聞報道》直播時，高舉「無綫新聞，事事旦旦」的紙牌，因而被部分傳媒以「事旦男」作稱呼。
以香港人網為首的組織，以追擊陳志雲為目標。剛巧廣播事務管理局進行電視廣播中期檢討，陳志雲在每一場公眾咨詢會中備受追擊，蕭若元亦在其中一場咨詢會中控訴無綫電視強迫歌星簽署廉價合約，不准他們於其他電視台亮相。亦指控廣管局監控不力，而當時亞洲電視行政總裁亦在場，後來亞視正式向廣管局投訴無綫。由於廣管局處理手法緩慢，事情漸漸淡化，但同時引來社會關注無綫霸權的問題。

### 陳志雲的光與影
在2000年代，無綫電視業務總經理為陳志雲，陳志雲原本是香港政府的政務主任（AO），曾在香港電台主持節目，後來改投無綫電視。陳志雲以他個人的聲線為無綫電視錄製記錄片，眼見自己旁白的《向世界出發》大受歡迎，於是更以業務總經理之便，在無綫收費電視主持《志雲飯局》節目，廣邀無綫電視藝人、娛樂圈人物、城中名人接受訪問。
2010年3月11日，廉政公署拘捕電視廣播有限公司包括總經理陳志雲在內的4名職員，指他們涉及貪汙，同日被無綫電視停職，震驚整個娛樂圈，更成為多份報刊的頭條。9月16日，陳志雲被廉署正式落案起訴貪汙及詐騙罪，同案被起訴的包括其助手、製作公司董事叢培崑和無綫電視業務拓展部主管陳永孫。
根據廉署的調查指出，陳志雲和無綫市場及營業部業務拓展主管陳永孫涉嫌收取利益，以助有關的廣告及製作公司取得娛樂綜藝節目的服務合約，而陳志雲同時涉嫌與綜藝科監製錢國偉貪污，要求電視台藝員以較低收費出席活動演出，從中「食去差價」。另外，2009年大除夕奧海城贊助無綫130萬元舉辦倒數活動，並由陳志雲現場主持「志雲飯局現場版」訪問藝人黎耀祥，但陳志雲被指在無綫不知情下，串謀前助理叢培崑多收16萬元，其中陳落袋11.2萬元。
2011年9月2日，陳被裁定全部罪名不成立，當庭釋放，無綫電視隨即恢復陳志雲作為廣播業務總經理的權責及工作，但暫不能負責藝人管理及選角安排。2011年12月9日，陳志雲宣佈向TVB請辭、計劃往外地遊學。2012年3月4日，陳志雲出任商業電台行政總裁。2014年2月11日，陳志雲由商業電台行政總裁轉任商業電台首席智囊。
然而，針對法院的判決，律政司於2012年4月初向香港高等法院上訴庭呈交檔申請上訴，申請將案件發還重審。2012年11月21日，上訴庭撤銷無罪的裁決，案件發還原審法官再處理。2013年3月7日，原審法官維持陳志雲無罪判決。
2014年8月25日，律政司第二度向上訴庭提出上訴獲得批准，案件於2015年9月8日開審。2015年10月26日，上訴庭頒下判詞，下令原審法官裁定陳志雲及叢培崑罪成，並對兩人進行判刑。2015年12月18日，兩人被判串謀收受利益罪成，分別罰款84,000及28,000港元。
2017年3月14日，終審法院一致裁定兩人上訴得直，推翻所有定罪。

### 亞視多次易手
亞洲電視的主導權在2007年落入以商人查懋聲為首的財團之手，亞視因此進行改革，台徽亦在10月8日更換為紅蜜蜂品牌創意策劃設計的「a」字標誌並採用至該台2016年停播。之後，有「六叔契仔」之稱的前無線董事總經理費道宜出任亞視行政總裁，後來一同過檔亞視為營運總裁的何定鈞亦在費道宜於2008年10月離職後，短暫接任行政總裁。
2008年12月，亞洲電視宣佈由前電信盈科董事會副主席張永霖為執行主席、城市電訊及香港寬頻網絡董事會主席王維基為行政總裁。兩人矢言要將亞洲電視大改革成新媒體，將電視電訊融為一體，不重複傳統電視拍劇運作，主攻中產高檔路綫刺激收視。由於兩人過往從商作風慓悍，張永霖曾以「青樓名妓」自稱，而王維基更有「電訊魔童」之稱，坊間普遍預期亞洲電視即將要進行相當徹底的企業內部改革。就在他們執掌亞視4日後，亞視4位高層同日請辭，包括副總監葉睿宇、總監（新聞及公共事務）關偉、新聞部副總監梁家榮、高級副總裁（工程）何乃賢。
張王二人入主亞視以後，王維基在內部的發言及動作經常引起爭議。王維基在上任不久以後，立即召見新聞部的員工，其會見新聞部員工的片段放上youtube，被視為對亞視新聞部原有的政策作出大幅度改變，於是引來副總監梁家榮等新聞部人員請辭事件。而同時亞洲小姐選舉出現選票爭議，王維基被指在查問亞姐時，曾問及亞姐「妳個波是咪假架？（國語：妳的胸部是否假的(曾做過隆胸手術)？）」。結果王維基上任不足半月，張永霖突然宣佈，經過連日來的合作，發現與王維基在處事作風上出現重大分歧，接受王維基辭職，引發辭職羅生門。張永霖在位一年多，就以「不能接納董事局內的不公平情況」為由宣告辭職。
2009年，亞洲電視宣佈接受台灣商人旺旺集團兼中國旺旺董事長蔡衍明入股。蔡氏在台灣亦持有中國時報及有線電視中天電視。蔡氏不單止把中天亞洲台引入為亞視數碼電視內的一條頻道，其把中天的政治模彷秀變為《香港亂噏》及複製台灣的歌唱選秀節目《亞洲星光大道》。2009年3月10日，亞洲電視宣布委任來自台灣的前緯來電視網副董事長胡競英為行政總裁。
2010年，傳出查氏有意出售股權，而蔡氏亦有意正式入主亞視，但最後亞視的股權落在大陸商人王征家族的手上。儘管王征並沒有持有股權，更聲稱為「亞視義工」，但大股東黃炳均是王征的遠房親戚，而蔡衍明指查氏違反轉讓股權的協議，引致對簿公堂。蔡氏更不再續約轉播中天亞洲台。2010年7月，王征入股亞視之後干涉亞視運作，而與胡競英產生紛爭，引起輿論重視，7月14日，胡更遭亞視停職。胡停職後，由王征屬意的盛品儒出任執行董事。12月，胡競英透過律師行分別向廣播事務管理局及亞視董事局發信表示辭職，她在給予廣管局的信件中指，自7月被亞視停職後一直未能履行行政總裁職務，她曾要求復職但不得要領，因此向亞視提出終止僱傭關係，並表示不排除控告亞視。。
在亞洲電視股權風波發生的時候，無綫電視卻成功在星期日時段，擊敗亞視，使亞視的收視跌至零點收視。而亞視則聲言放棄原本的計算收視制度，與學術機構合作以另一種方法計算收視。亞洲電視聲稱，無綫電視以往計算的收視方式已不合時宜，更甚至用「打假」一詞諷刺原有的計算收視方式只有利於無綫電視，有造假之嫌，無綫電視指原有的方法行之有效，決定控告亞洲電視。

### 收費電視開放及寬頻電視出現
2000年，政府向五間機構發出收費電視牌照，但其中星空傳媒與商人品海擁有的機構，先後宣佈退回牌照。
2004年，資金來自台灣，前身為太平洋數碼衛視的「譜樂視」及資金來自英國的「Yes Television」分別於4月1日及7月1日把牌照交還政府，退出本地收費電視行列，其中「Yes Television」轉為與和記環球電訊合作發展寬頻內容服務「Yes TV Plus」，「譜樂視」的台灣總公司則在其後結業。至此僅餘無綫電視旗下的銀河衛視並沒有退回牌照，該公司在2004年推出有關服務，即現在的「無綫收費電視」。
但與此同時，另外兩間機構香港寬頻網路有限公司（獲法庭裁定毋需申領電視牌照）及電訊盈科，在2003年內先後推出寬頻電視（IPTV）的收費電視服務（現時兩間公司的收費電視服務分別名為香港寬頻bbTV及now TV），其中now TV自服務推出後，用戶人數倍增；及至2005年中，HBO及星空傳媒宣佈將其各頻道的多年期的獨家播映權批予now TV，並將分別於2013年及2011年屆滿。bbTV已在2017年停止運作。

### 中國內地市場及大中華文化的影響
2000年代，中國內地經濟及中國人身份的強勢日趨顯現，而九七回歸後中港在經濟及民生上亦日漸融合。中國內地的電視市場亦為香港電視台所重視，獨大的無綫在2003年首次出現本地業務虧損，中國內地業務則在2003-2012年間增長接近三倍。有學者指出，在這些背景下，出現了自發的尋根潮流，無綫、亞視、港台、有線均推出不少中國內地題材、大中華文化題材、強調中國人身份的資訊性節目，劇集取材上亦開始注意迎合中國內地市場口味，及規避其禁忌，在70-80年代強勢影視文化下開始建構的「香港意識」被淡化，呈現「去本位化」。但到了2010年代初，已有收視統計顯示港劇在中國內地的受歡迎程度日趨下降。

### 節目質素
經歷1990至2000年代，電視台的標準化、流水式製作作風已十分明顯，製作重視成本控制，迴避創新的風險。文化評論人胡恩威認為電視台這種作風影響了對電影業的人才輸出，是香港電影業衰落的一大原因。

### 觀眾老化
在2000年代，電視收視繼續下降趨勢。除了年輕觀眾，傳統上被視為電視迷的家庭主婦群體收看電視時間亦有下跌趨勢，只有退休人士有所上升，本地電視觀眾呈現老化跡象。

## 2010年代

### 無綫電視易主

#### 陳國強入主無綫
自1980年，邵逸夫從電影界轉戰電視界，增持無綫股權成最大股東入主無綫後，一直在情人方逸華的協助下管理無綫的業務。邵逸夫入主無綫時已過70歲，2007年更跨越百歲壽辰。隨著二人年紀愈來愈大，無綫的接班問題成為坊間議論紛紛的話題。
2011年1月26日，電視廣播有限公司宣布股權變動，由商人陳國強、商人王雪紅及Providence Equity Partners組成的Young Lion財團，購入邵逸夫家族所持之股權（1.14億股每股面值0.05元的「股份」，約佔集團已發行股本中的26%權益），交易預計於3月完成。陳國強直接及間接持有不多於三成股權，現任管理層維持不變。4月17日，根據香港公司註冊署資料顯示，陳國強、王雪紅及其丈夫陳文琦出任非執行董事。
11月30日，廣播事務管理局批准股權結構變動申請。這次申請涉及無綫電視26％股份的表決控權人陳國強，重組旗下中介公司的架構。重組後，由一家新成立的公司，即「邵氏兄弟有限公司」，董事為：陳國強、邵逸夫姪孫邵在純、王雪紅丈夫陳文琦、Providence副總裁陳弦、香港宗教人士許榮光等，新公司並取代邵氏兄弟（香港）有限公司，成為無綫電視的直接股東，股權結構內亦加入新的表決控權人Innovative View Holdings Limited，但無綫電視股份的最終表決控權人及董事局成員仍維持不變。12月31日，邵逸夫爵士退任董事局主席、非執行董事及董事局轄下行政委員會成員職務。2012年1月1日，副行政主席梁乃鵬博士獲委任為董事局行政主席，邵逸夫爵士獲委任榮譽主席。
2014年1月7日，榮譽主席邵逸夫爵士逝世。12月31日，梁乃鵬博士退任為董事局行政主席。2015年1月1日，大股東陳國強博士上任董事局主席。1月29日，無綫電視宣佈以46.95億新台幣（即約11.49億港元）出售台灣電視業務，將旗下主營台灣TVBS頻道、TVBS新聞台及TVBS歡樂台的聯意公司53%權益予利茂、德恩及連信，3間投資公司分別購買聯意17%、18%及18%股權，交易於同年5月6日完成後，集團於聯意的控股權益將減少至47%，而聯意集團不再為公司的附屬公司。

#### 黎瑞剛入股
2015年4月，有「中國梅鐸」之稱的黎瑞剛入股無綫電視，成為無綫股東之一。但按《廣播條例》規定，黎瑞剛為廣告宣傳代理商董事，不能擔任電視牌照持牌人，除非獲得政府事先批准。2016年8月16日，香港行政長官會同行政會議（行會）批准電視廣播有限公司申請，准許黎瑞剛、陳國強、許濤和李寶安以《廣播條例》下「不符合持牌資格人士」的身份對TVB行使或繼續行使控制，換言之，黎瑞剛可以操控TVB。政府亦解釋，黎的代理商並沒有在香港市場營運，或在香港市場無甚影響力，因此予以批准。4月22日，通訊局批准陳國強牽頭的財團Young Lion將部份股份轉讓予黎瑞剛旗下的華人文化傳媒娛樂投資有限公司。股權變動後，陳國強仍然是持有26%具表決權股份的最終表決權控權人。
2016年1月4日，無綫電視宣佈再以43.43億新台幣（即約10.17億港元）出售TVBS所屬聯意集團餘下47%股權，交易於同年3月10日完成，自此無綫電視不再持有任何聯意集團股權。10月，黎瑞剛被電視廣播有限公司任命為董事局副主席兼非執行董事，其後出任香港邵氏兄弟董事局主席兼非執行董事。

#### 無綫網絡電視交回牌照
無綫網絡電視的前身銀河衛視於1998年成立，約2005年開始，全面進行無綫電視收費電視的工作，於2006年把品牌改名為無綫網絡電視。由於條款所限，無綫總部的定位為「無綫網絡電視的頻道提供者」。無綫網絡電視擁有自己的解碼器，以衛星接收訊號。而同時與電盈的now TV等平台合作，例如以「無綫收費電視特選組合」形式提供訊號與now TV訂閱該組合的客戶。由於無綫網絡電視推銷的手法有爭議，加上衛星訊號傳送會因天氣因素干擾導致接收嚴重不良，再者與其他收費電視平台合作，所以未能與其他收費電視(如有線、now TV等)成鼎足之勢。無綫總部開始了數碼電視業務後，無綫收費電視的「無綫新聞台」與無綫數碼頻道83的「新聞台」幾乎同時共用同一個節目內容(只是外觀模版有分別)，而且在無綫收費電視播出後的節目(例如外購劇集)，再放於無綫數碼頻道，甚至主頻道翡翠台中播出。
2017年1月10日，無綫網絡電視知會政府及通訊事務管理局，決定交還本地收費電視節目服務牌照，理由是近年網上盜版猖獗、OTT服務日益增加、以及香港經濟下滑等因素，又稱無綫網絡電視自2004年2月推出以來營運累積虧蝕超過22億港元。4月，由於無綫網絡電視已交還香港收費電視牌照，now寬頻電視已不再接受用戶申請無綫網絡電視組合。根據無綫與電訊盈科協議，無綫網絡電視將繼續通過now寬頻電視傳送頻道，待現有用戶的合約全部結束後，所有無綫網絡電視頻道將會於now寬頻電視終止播放。事實上所有無綫收費頻道早在一年前已在myTV Super（從myTV和GOTV擴展）播放。4月25日，行政長官會同行政會議（行會）批准，由2017年6月1日起終止無綫網絡電視的本地收費電視節目服務（收費電視）牌照，意味着無綫網絡電視將於當日起正式停止服務，其後大部分收費頻道將會轉給myTV SUPER接手（不包括成人頻道）。6月，推出「第三平台」智慧手機應用程式Big Big Channel，以藝人做直播做主打。

### 王征與誤報事件
2011年7月，傳出前中共中央總書記江澤民病重，亞洲電視於傍晚《六點鐘新聞》中報導江泽民病逝的消息，死亡原因是肝腫瘤，但同時未見其他媒體的報導。亞視曾一度作出臨時安排，抽起原定於9:30播放的節目並改為播放相關特輯，但其他又回復原來安排。由於事出突然而且其他媒體均沒有收到相關消息，至下午九時，不少媒體的即時新聞均只以「引述」方式報導有關新聞。翌日，新華社中午發出英文稿，引述權威消息指，媒體報道江死訊是純屬謠言。中聯辦指亞視這種是嚴重違反新聞職業操守的行為，表示極大憤慨。，亞視撤回有關江澤民死訊的報道並發聲明致歉，表示撤回7月6日有關江逝世的報導，並向收看觀眾、江澤民及其家人致歉，廣管局表示就此收到18宗投訴。亞視主要股東之一，江澤民的堂姨甥王征於接受媒體訪問時表示，也是前晚收看亞視新聞才知道江澤民病逝的消息，亞視高級副總裁（新聞及公共事務）梁家榮則表示，自己盡了最大努力（與上司激辯15分鐘），仍然未能阻止該誤報播出，為事件負全責並引咎辭職。由於王征和江澤民的親戚關係，所以事件引起不少猜測。九月，亞視宣布新聞部高級副總裁梁家榮以私人理由辭職，即日生效。隨後副總裁譚衛兒亦請辭。梁家榮親自解釋，因為他已盡了所有努力，仍然未能阻止誤報之新聞登出，於是引咎辭職。言下之意，應該指有電視台高層施壓，該報道當日非播出不可。
廣播事務管理局公布共接獲45宗不滿亞視的投訴，考慮證據後認為亞視不準確報道新聞及延遲更正錯誤報道方面的投訴成立。廣管局對於亞視在回應其查詢時採取不負責任的態度，表示遺憾，決定向亞視罰款30萬港元。調查發現亞視高級副總裁（企業發展及對外事務）鄺凱迎7月6日致電亞視新聞部副總裁譚衛兒，指收到可靠消息，要求新聞部盡快播出江澤民逝世的新聞；而鄺凱迎更加不只一次強調會承擔責任。
誤報江澤民逝世事件，令公眾質疑亞視的實際控制者是否王征（由於王征並非香港永久居民，按香港法例不能進入亞視管理層，當初王氏入股的時候，曾簽署一份文件，向通訊局保證不控制亞視運作），結果廣管局於2012年，針對主要投資者王征被指操控亞視的事件，完成初步調查報告，指王征違反不會對亞視行使控制的承諾。執行董事盛品儒聘請王征為顧問，但容許王征執行他的職權，隱瞞修改及扣起亞視每星期管理會議的紀錄，藉以隱瞞王征在該些會議的參與程度，要求亞視在收到最終調查報告的七日內須要求盛品儒停止控制亞視，退出管理層。而且高級副總裁鄺凱迎配合盛品儒，容許在亞視沒有任何職位的王征控制亞視的日常管理，但當局無法推斷鄺在調查期間誤導當局，故未有提出對鄺作出任何處分。建議罰款亞視100萬元。而且決定按《廣播條例》發出指示，向提出三項要求，分別是不再准許王征參與亞視的管理、採取補救措施確保亞視不會由外人管理、以及向當局提交改善管治的建議書和由明年起提交年度進展報告，讓當局衡量亞視是否條例中所指的持牌人「適當人選」。亞視不滿調查報告，於是入稟高等法院申請司法覆核，其中一點是指通訊局的報告沒有公開「提供」對亞視不利資料的人是那些人，對亞視不公平。
2013年，香港高等法院正式判亞視敗訴，上訴亦被駁回。2013年8月，通訊局公佈詳細報告，報告內指執行董事盛品儒聘請王征為顧問，容許王征擁有過大的職權，接觸亞視的商業機密，而王氏參與亞視的董事會中，由王氏向管理層發號司令，盛只是在「玩手機」等，超越了一個顧問應有的界線。決定正式罰款亞視100萬元，執行董事盛品儒需於在亞視收到報告後的七日內離職，王征需退出亞視運作，以及亞視向通訊局提交報告。結果由主管新聞部的副總裁雷競斌出任執行董事。不到半年，雷競斌因為與王怔不合而被即時解除職務，由主管市場及營業部的高級副總裁葉家寶出任亞洲電視最後一任執行董事。

### 無綫電視壟斷歌手的缺口
無綫電視一直壟斷著主流歌手在自身的電視台演出，嚴禁他們在其他媒體（例如亞洲電視、有線電視）亮相，隨著有線電視成立娛樂新聞台，亞洲電視亦開始進行藝人訪問業務，無綫電視亦下令嚴禁他們以廣東話接受訪問。
2009年末，香港音像聯盟（HKRIA）就旗下成員唱片公司的音樂作品版權收費問題無綫電視引發爭議，HKRIA指無綫電視為免費電視台，國際性標準計算版稅為收益的0.13％-1.2％，故收取0.45%為合理水平。此外，HKRIA指，會員的音樂作品版權價值被長期低估、無綫因廣播頻道與音樂性節目數量增加、及HKRIA給使用者為一年的綜合牌照，可無限量使用音樂作品；此費用實屬合理。
無綫電視自此開始漸漸封殺HKRIA旗下成員唱片公司（簡稱四大，後來再加入一間唱片公司，簡稱五大）的藝人，2010年1月1日，無綫電視於轉播商業電台的《叱吒樂壇流行榜頒獎禮2009》，時，把四大唱片公司歌手的相關片段全部刪去，改為訪問其他得獎歌手。1月16日，HKRIA成員旗下歌手全部未能於《十大勁歌金曲頒獎典禮》獲得獎項，英皇基本上成為大贏家。
而屬於HKRIA旗下較著名的藝人，例如被稱為無綫契仔（乾兒子）的李克勤，譚詠麟、張學友、謝安琪、陳奕迅、孫耀威等。而同時亦分為兩大陣營，一派以與無綫電視有合作的唱片公司為主（例如英皇、金牌大風、東亞唱片），另一派是HKRIA旗下成員唱片公司。2011年的四台聯頒音樂大獎因而停辦一年。英皇、東亞唱片因而宣布永久退出「四台聯頒音樂大獎」，以示抗議。而無綫電視不播放香港電台的《第33屆十大中文金曲頒獎禮》及商業電台《叱吒樂壇流行榜頒獎禮2010》，其中一個主要原因為無綫電視和HKRIA有關版稅問題仍然未有達成協議，現階段播出HKRIA所屬唱片公司旗下的歌手片段，可能有法律或其他技術上問題。而商業電台不作電視播放，只在透過旗下的電腦及手機應用程式Hong Kong Toolbar作網上即時視像直播。而香港電台轉而向亞洲電視提供《第33屆十大中文金曲頒獎禮》作轉播。
另一方面，亞洲電視積極拉攏HKRIA進行合作，包括提供平台供HKRIA旗下藝人亮相。2011年大除夕，亞視自行製作春節晚會，邀請HKRIA旗下歌手坐鎮，但收視卻只有三點，與無綫有一段相當距離。經過多年的爭持以後，無綫最後與四大和解，以後四大的藝人除了在無綫出席節目以外，亦可以出席其他電視台的節目。

### 多間公司爭辦免費電視
隨著香港數碼地面電視廣播於2007年正式啟播，繼港府在2009年9月21日決定讓一直未有開設自家電視頻道的香港電台在未來數年內開設獨立免費數碼電視頻道後，為了促進香港整體電視行業的發展，讓觀眾有更多不同種類的高質素電視節目，廣播事務管理局宣佈增發免費電視牌照。2010年1月，香港三間收費電視經營者城市電訊（後改名香港電視網絡）、有線寬頻（以奇妙電視名義）及電訊盈科（以香港電視娛樂名義）先後向廣播事務管理局申請營辦免費電視台，欲加入電視戰團，擴大競爭。廣管局接納上述申請，但由於亞洲電視兩度向廣管局提出上訴，新牌照至2013年6月仍未發出。
城市電訊由王維基執掌，自王維基改革亞視失敗以後，一直希望能參與免費電視的製作。而王維基向現有電視台進行高薪挖角，無綫一部份花旦以及甘草演員宣佈過檔城市電訊，此刻剛巧無綫股權作出變動，邵逸夫夫婦漸漸退出無綫運作，而被停職的總經理陳志雲，雖然在威遠行動一案中無罪獲得復職，未幾亦離職過檔商業電台，而無綫一大批小生花旦北上內地拍劇（因港星為內地拍劇薪酬較香港高）出走潮，引起無綫一輪震盪。而過檔到城市電訊的無綫工作人員指出在無綫待遇差及如何不受尊重、甚至行政混亂。就以演員秦沛及其一對子女為例，姜麗文簽約城市電訊，姜文傑因參與王維基一個宴會（實際上只是支持妹妹姜麗文），令姜文傑立即被無綫雪藏，抽起所有工作。秦沛向無綫高層求情卻不得要領，憤而轉投城市電訊。媒體報導傳出，王維基除了用銀彈攻勢以外，還親自出馬邀請無綫演員過檔，例如黎耀祥亦透露被王維基親自邀請過檔等。面對內外交困的局面，無綫不得不採取措施挽留人才。
王維基為了顯示進軍免費電視業的決心，把城市電訊的電訊業務香港寬頻以五十多億售出，而香港政府一直仍未宣佈批准牌照。

### 亞視盡失民心
在傳統兩大電視台，由於無綫仍然強勢，就算面對狙擊也未出現明顯衰落。反觀亞洲電視自王征入股之後，基本已經完全放棄劇集製作，只在黃金時段不斷重播舊劇，並只製作一大堆談話節目及簡單的綜藝節目，而且有極端親中的政治傾向，與香港的主流民意相反，導致亞視的收視每況愈下。而王征入主亞視後，一次過大幅增加廣告費4倍，由於物非所值導致亞視廣告收入大減，令亞視嚴重虧損，曾出任執行董事的盛品儒後來接受訪問時表示，王征時代亞視平均每月要注入1400萬元，以支付薪酬，即每日50萬，以他發言的形容是:「每日推架Benz落海喎，幾成功的企業家(王征)都會癲癲哋啦」。盛品儒曾經向王征表示可以裁員開源節流，但王征不肯，亦不肯投放資源做更多節目，只愛做「佢自己鍾意睇嘅節目」。
而亞視相繼發生亞視報導江澤民逝世事件、抹黑「學民思潮」事件、「關注香港未來」集會、「洗腦班」等事件後，引發市民反彈，不少市民罷看亞視，譏諷亞視不斷重播，甚至期待亞視何時滅亡。剛巧亞視的電視廣播牌照將會期滿，而亞視的高層代表出席通訊局的續牌咨詢會時，亦只強調亞視七十至九十年代豐功偉業，不少市民出席會議反對亞視續牌。

#### 「關注香港未來」集會
2012年11月中旬，亞視於其頻道播放宣傳片，預告11月12日將會現場直播一個名為「關注香港未來」的活動，當次活動於香港政府總部舉行，聲稱「活動由亞洲會舉辦，亞洲電視、仁美清敘全力支持」，更在本港台和亞洲台作全程現場直播。當日集會安排歌舞表演，並於活動開宗明義反對增發免費電視牌照。亞視動員數百名員工撐場，惟有亞視員工向媒體爆料指亞視強迫員工出席集會，現場所見有員工帶同小孩參與，但小孩表示不清楚集會目的。亦有記者發現，出席活動舉牌示威的人群中有非本地人士，疑似請槍充撐場面而且假造民意。亞視高級副總裁鄺凱迎表示，亞視並無威迫員工參與，亞視只是全力支持亞洲會，亞洲會與亞視並無直接關係。然而有媒體發現，亞洲會在2012年6月成立，註冊地址同為亞視大埔總台。
亞視執行董事盛品儒表示，現時香港免費電視行業的競爭激烈，市民已經有足夠的選擇，香港容不下更多免費電視台；並以佳藝電視、DBC數碼電台和台灣壹電視作例子，稱惡性競爭只會導致有電視台倒閉。王征在集會聲言，如果政府再發免費電視牌照，將會是「災難的開始」，將令香港「台灣化」及政治化。但現場記者問王征「台灣化有什麼不好」，王征回應「如你覺得台灣好，便去台灣」。
活動舉行期間，有支持多發免費電視牌照的市民到場示威，立法會議員范國威、毛孟靜、陳志全與名嘴林旭華、蕭若元等人亦有到場，但都被亞視保安阻止入場。毛孟靜欲與王征對話，也不得要領。毛孟靜稱亞視作為既得利益者，用大氣電波直播類似政治廣告的集會是公器私用；王征則指毛在「搞亂香港」，王更率亞視員工高喊責罵毛孟靜「回去找你的主子吧」、「毛孟靜，禍害香港，滾回去」。毛孟靜接受訪問時表示「嚇得我....你堂堂一個電視台高層，傻的嗎?」

#### 「洗腦班」事件
2012年12月，亞視開辦名為「演藝訓練計劃」的洗腦班，要藝員上堂洗腦，講解亞視反發牌立場。課程內容包括「電視史及簡介」，由亞視高級副總裁鄺凱迎、葉家寶等執教，教授亞視開台55年歷史和對發牌的看法。洗腦班更設獎賞機制，出席率高者可獲加薪。洗腦班為期最少三個月，每周一至五朝十晚五上課。課程除要藝人清楚細讀亞視歷史及未來發展動向外，其中一課名為「公司通報」，執教者是亞視高層盛品儒、鄺凱迎和葉家寶。有一次王征更親自到堂上查察，發現課堂出席率甚低，盛怒下即炒四名藝人包括戚黛黛、陳綺雯、張啟樂和張紫櫻，而亞視藝員參加訓練前，需簽署同意書，授權在僱傭合約以附加合約形式，加入參加訓練班條款，而訓練亦不獲計算任何「出騷費」。對此前亞視藝員張文慈在微博開炮：「亞視爲何有今日？不是藝員有問題，不是公司有問題，而是老闆很有問題！……看見之前王征強迫員工出來跟他遊行，就已經替亞視員工感到無奈。亞視的每一位舊同事、好朋友，加油！默默支持你們！」。前亞視當家花旦陳煒也轉發了張文慈的微博並評論道：「藝人是爲電視台在幕前演出的，而不是朝十晚五接受或教授員工培訓。在位的人，與其接二連三地搞小動作，何不花點心思在節目上？太可悲！」
2013年5月，亞視在大埔總台舉行56周年台慶盛典，安排了一眾藝員舉起大型紙牌砌出56周年台慶logo，而logo在互聯網上被網民瘋傳，不過網民看到後都認為這個由絲帶纏繞而成的數字「56」的logo像一個「死」字，執行董事盛品儒卻不以為然，並說「死都未必係亞視死，可能係其他人死呢。」

### 世界盃與奧運播映權問題
自1988年漢城奧運事件後，無綫與亞視達成共識，日後將共同競投世界盃及奧運轉播權。不過，自踏入2000年代，因收費電視的崛起，市民免費收看國際體育賽事的習慣起了變化。
有線電視投得了世界盃2002年及2006年決賽週全部賽事的香港區獨家直播權以後，改變香港人收看世界盃的習慣，以往免費電視投得世界盃的轉播權，由於是免費，觀眾可於家中收看。自有線購入以後，市民一是就改接有線收費電視，一是就到食肆（因為他們接駁了收費電視）惠顧並觀看賽事。
無綫電視與亞洲電視，只能播放其中四場賽事（包括揭幕戰以及決賽），2002年，由於中國首次成功打入決賽週，而剛巧是第一次有線獨家播放世界盃，在社會上引起很大的爭議。結果當時香港政府利用大球場播放中國參賽的賽事。在決賽時，有線播放廣告譏諷無綫電視播放決賽，引起當時主持林尚義在決賽節目中進行反擊。
2010年，有線電視再次奪得世盃決賽週事的香港區獨家直播權，唯國際足協已修改條例，若收費電視取得賽事的直播權，必須把其中22場賽事放在免費電視台播放(包括其中16場分組賽、其中3場8強賽，2場準決賽及決賽)。雖然賽事可由有線電視決定，但由於此條例只是指引，不具備法律約束力，故有線電視維持免費電視台只能播放其中四場賽事，更刻意提高免費電視轉播四場世界盃賽事的條款，要求無綫及亞視播放有線製作的節目以及廣告，這樣做最大得益者為有線，因為有線的廣告可以在免費電視播放，一來可以提高在該四場賽事的廣告收益，二來可以免費佔用免費電視台的該段所有時間。這樣做，令無綫及亞視損失甚大，基本上毫無收入，而且還要「零」廣告收益，浪費自己的資源來為有線賺錢。當時無綫及亞視打算進行杯葛，而有線則公開揚言，他的「有線第一台」可以作為免費電視台播放該四場賽事，但當時香港政府對於免費電視台的困境不聞不問，但對於「有線第一台」是否免費電視台的定義作出干預，指「有線第一台」的觀眾收看該頻道須繳付10元的一次性服務費，而且接觸層面不是全港市民，需要接駁後才能收看。故並非免費電視台。最後無綫及亞視屈服，以10元象徵式費用，轉播有線四場賽事，並依照有線電視的條款。
在四強賽前，無綫電視曾試圖以第三聲道加插自家評述，但有線電視威脅會中途停止訊號，最終放棄有關做法。此外，由於有關業者拒絕發放精華片段，當地媒體只能以圖片顯示，甚至自製動畫模擬，為多年首見。香港亦是兩岸四地中，唯一不能循免費途徑收看賽事（國際足協規定的四場除外）的地區。而有線電視則在世界盃決賽完結時，中止頒獎典禮的訊號。
當時世界盃決賽後不久，香港立法會為免費電視的申請進行公聽會（當時申請的三間機構分別是有線電視、now寬頻電視、城市電訊），會上有市民除了反對有線電視申請免費牌照，對有線電視的壟斷行為作出批評，指有線電視在「有線第一台」事件上，連免費電視及收費電視的定義混淆不清，並質疑在有線電視或其他收費電視台得到免費電視牌照以後，一投得這些重要國際賽事的獨家播映權，是否會「上半場免費，中場休息時中止轉播，並說「下半場請看收費電視」」的壟斷局面。
相對於有線電視的不理性，2012年歐洲國家盃是一個相反的情況，當時投得獨家播映權的now寬頻電視與無綫友好，無綫電視除了播放其中四場賽事（包括揭幕戰與決賽），亦可以轉播頒獎典禮的訊號。該四場賽事在無綫播放時不但可以使用自己電視台的評述員，而且now更將全部精華片段發放給無綫。
2012年，有線電視獲得2012年夏季奧林匹克運動會獨家轉播權，但是其條款是需要免費電視轉播200小時賽事。有線電視本想把該200小時賽場於自家的免費電視台播放，但由於香港政府遲遲未發放免費電視牌照，於是需要在無綫與亞視播放。有線電視把2010年轉播世界盃的條款再一次應用，亦也受到無綫與亞視的杯葛，無綫電視為了杯葛到底，特地把暑假的節目作出變陣，以最強的劇集及節目應付（因為主辦地倫敦的時區比香港慢六小時）。並動員全台人員趕拍玩轉三週1/2節目。而有線電視一度成功拉攏亞視，在亞視的國際台播放200小時賽事，有分析認為亞視國際台收視較低，可以為亞視低成本地吸引觀眾，有線亦可以不需付出的情況下使用免費電視的時段，像世界盃時賺取廣告費。
未幾，亞視宣佈因為廣東省落地權問題，宣佈兩台協商暫時停止，雖然有線聲稱已經協助亞視解決該問題，但是亞視仍然堅持該問題仍然存在並不為所動。而無綫電視亦宣佈向國際奧委會申請播放200小時賽事，有線亦需要面對違約局面，此時國際奧委會宣佈派員來港協商，而香港奧委會主席霍震霆亦指協商很快會有成果。面對這個僵局，香港政府召集三台協商，最後三台達成協議，200小時賽事由無綫與亞視平分，兩台可以自行製播節目及廣告，以及賽事可以選擇。
無綫股權易手後，於2013年成功擊敗有線，奪得2014年世界杯播映權。然而，無綫卻只根據國際足協新例，只把其中22場賽事放在旗下的免費電視台播放，其餘賽事則安排在旗下的無綫收費電視播放，惹起各界不滿，指做法與有線電視無異。其中香港藝人蔡卓妍更在微博投訴無綫，指如8強的大型賽事卻沒有安排在免費台播放。儘管無綫積極籌備，動用全台藝員宣傳，以及邀請著名旁述員如何輝等，更與now寬頻電視共享版權，亦無法像以往播放世界盃般取得龐大收入，甚至錄得虧損。而無綫制作的節目，以及旁述員的表現，均引起觀眾的批評。
無綫電視對世界盃的播映安排，有學者分析，情況在將來會更加嚴重。因為現時獲發牌的兩家免費電視台(奇妙電視、香港電視娛樂)的母公司旗下均擁有收費電視(有線電視、now寬頻電視)，加上無綫電視，若其中一家競投成功，則可效法無綫電視的做法，只把法例規定的賽事安排在旗下免費台播放便可。
2018年世界盃，轉播權原由樂視體育投得。唯其後因出現財政問題，樂視把轉播權轉售予Now TV。而Now TV亦只是把其中19場賽事放在免費電視台Viu TV播放，Now TV則直播全部64場賽事。世界盃期間，因Now E網上直播出現斷線問題，Now TV把其中2.5場賽事臨時安排在ViuTV播放，令免費直播場次增至21.5場，接近國際足協的新例。不過，此次ViuTV播放世界盃，由於Now TV只需支付尾款反而錄得收入，更取得開台以來最高的收視。

### 王維基電視夢碎
王維基在2011年開始向各電視台發動挖角攻勢，事件才廣為大眾所討論。至2012年中，此爭議更趨白熱化，在2013年10月15日奇妙電視和香港電視娛樂獲政府批發新的免費電視牌照，王維基的香港電視網絡(港視)不獲接納。但因出現三選二的情況，而政府亦未解釋香港電視網絡不獲發牌原因，因此被認為是黑箱作業，並掀起一場巨大社會爭議風暴。在10月20日，數萬香港民眾遊行集會抗議及包圍添馬政府總部。
由於王維基的香港電視網絡早已對兩間電視台進行挖角，並已拍攝不同的電視劇作品，例如《警界線》。所以支持發牌給香港電視網絡的陣營發起「我要睇《警界線》」活動(當時港視已把警界線第一集在網上開放點播)，於各地公開播放警界線第一集。2013年12月21日，香港電視網絡突然宣佈與中國移動香港達成收購其下香港流動電視服務的協議及成立香港流動電視網絡有限公司，並宣佈將會在2014年7月1日啟播，而除了恢復聘用早前已解僱的員工外，另外再增聘800至1000名員工。就中國移動香港突然出售流動電視服務給港視，坊間親政府陣營發出質疑聲音，由於中國移動香港的總公司「中國移動通信集團公司」是國企，這樣突然放售業務給王維基，是否意味著北京政府要給王維基放行？中國移動通信集團公司在2014年1月上旬宣布，決定內部調查子公司中國移動香港與「香港某電視網絡公司」交易。報道指因港視公佈購買流動電視牌前夕，港府並不知情，有人覺得「被落面」，極不高興。而無綫則乘相關調查，決定終止早前向中國移動香港出租發射站合約，代表港視如要在7月開台並以相關發射站傳送節目，需與無綫再作洽談。2014年1月底，港視董事會主席王維基表示計劃於全港不同地區約300至400幢大廈天台安裝發射器。
2014年1月6日香港電視網絡就未獲發免費電視牌照一事提出司法覆核，希望可奪回公義及推翻政府不發牌的決定，以保障員工、股東及大眾的利益。案件於同年1月10日獲高等法院接納，司法覆核聆訊於2014年8月27至29日進行。
2014年3月，香港電視網絡擬改用與數碼地面電視廣播相同的DTMB制式提供流動電視服務，但通訊局認為此舉將令港視直接「入屋」，與其他免費電視相同，應受《廣播條例》監管，要求港視先申請免費電視牌照或改用其他制式，惟港視質疑通訊局理據，並已在2014年4月11日香港電視網絡及香港流動電視網絡已就流動電視廣播制式問題提出司法覆核，司法覆核聆訊於2014年11月26至28日進行（案件編號：HCAL 39/2014）。在就流動電視廣播制式問題提出司法覆核同時，香港電視亦再次向通訊局申請免費電視牌照。
2014年3月10日立法會資訊科技及廣播事務委員會會議上，建制派議員謝偉俊詢問政府《廣播條例》有關廣播如超出5,000個指明處所組成的觀眾接收，有關廣播單位就需要持有免費電視牌的規定，表示關注港視是否受規限，政府表示已就有關問題聯絡港視，並向他們指出相關的法例限制及作出提醒。但博客林忌找出2006年政府回覆立法會的書面答覆，指流動電視廣播並不須持有牌照，亦不受牌照監管。質疑政府為了要封殺王維基而「搬龍門」。與此同時，無綫電視約見並去信各立法會議員，說有理由擔心港視的流動電視服務，可能利用手上大氣電波，非法進行本地免費電視廣播，強烈要求政府及通訊局「嚴謹把關」。同時，網民挖出無綫新聞報道中探討播放制式時，公開示範利用流動裝置，於流動地點收看該台節目。網民隨即質疑通訊局執法標準不一，對流動電視「入屋」設限，卻容許無綫及亞視多年來「出屋」進行流動電視廣播，更借用通訊局官員之言，反諷指情況有如「餐廳牌照持有人做小販」。(通訊局批評王維基是「小販牌做私房菜」)。而王維基更在及後的記者會上引用無綫當日測試，證明在街上也能收看無綫電視，又「挑機」邀請無綫新聞記者結伴測試，證實兩個免費大台涉違規作流動電視廣播。
2014年5月，香港電視成立香港電視購物網絡有限公司，計劃推出購物網站，並把已製作好的節目於有關購物平台上播放，期望吸引本地知名商戶進駐，目標群組是年薪25萬以上的中產家庭；但香港電視表示，目標仍為經營免費電視，營運電子商貿只為獲得資金維持公司營運
香港電視於11月19日正式開台，以OTT模式廣播，觀眾可透過智能電視、電腦、Android電視盒、家用遊戲機（Xbox One）以及在智能手機下載香港電視應用程式收看節目。開台初期香港電視經營一條直播頻道。啟播初期，直播頻道會每日播放共17小時，包括6小時首播節目（每日播放1小時的自家製作的包括劇集或綜藝節目，再加上4小時外購劇集，以及2小時購物和消閒生活資訊節目），和11小時的重溫節目，而且開台初期只會提供720p影片以確保能流暢播放，稍後會提升至1080p。已登記HKTVmall免費會員的香港觀眾亦可使用點播（Video On Demand）隨時收看任何已上載的節目，大部份節目均於直播頻道首播前已上載，即每天早上六時。隨著香港電視把所有劇集上傳後，對劇集《警界線》的評價，由原本的期待變成評價一般，甚至有意見認為有TVB劇集的影子。港視的重頭劇播畢後，收視亦後勁不繼，大幅下滑，從開台時的點播率二十多萬，大跌到2015年6月的《末日+5》點播率僅餘二萬五千名用戶。
2015年9月29日，流動電視司法覆核中港視被裁定敗訴，港視決定不上訴。現時流動電視使用CMMB制式於682MHz頻譜廣播節目，曾計劃改用高清DVB-T2制式但暫未有進展。2016年4月6日，高等法院上訴庭就香港電視網絡免費電視牌照司法覆核案作出裁決，裁定行會上訴得直，撤銷原審時着發還行會再考慮是否向港視發牌的判決。
2018年3月27日，香港電視網絡宣布撤回免費電視牌照申請，並將當年購得的流動電視牌照交回予通訊局。。2018年3月31日，香港電視網絡正式停止流動電視服務，3月29日，香港電視網絡正式停止互聯網電視服務。自此，香港電視網絡主力經營網上購物業務，放棄經營電視業務，不過2018年到2019年間，香港電視網絡其中11套自製電視劇獲取得免費電視牌照的奇妙電視採購並安排在平日晚上黃金時段於奇妙77台（後改名為香港開電視）播出，按播映序為《來生不做香港人》、《歲月樓情》、《我阿媽係黑玫瑰》、《惡毒老人同盟》、《開腦儆探》、《童話戀曲201314》（奇妙電視播映時易名為《童話戀曲》）、《四年B班》、《第二人生》、《三面形醫》、《夜班》及《還來得及再愛你》。

### 亞視欠薪及不獲續牌事件
2014年12月，亞洲電視股東蔡衍明向法院要求委任獨立監管人進入亞視董事局，重組公司結構，並要黃炳均出售股份一案，法官裁定蔡衍明勝訴，黃炳均須出售Panfair所持的10.75%亞視股份予第三者；黃炳均、王征輸堂費，盛品儒則須承擔亞視因王征違規操控而遭通訊局懲罰的100萬元。
高等法院頒令委任德勤中國華南區主管合夥人黎嘉恩及企業重組服務主管何熹達，擔任亞洲電視經理人。其後，執行董事葉家寶宣告:「盛家在過往五年已經注資超過二十億，他們說已經完成歷史的使命」。言下之意，王征家族將不會再注資到亞視。亞視發生欠薪事件，令亞視被逼縮減節目制作，包括縮短新聞時段，導致大量員工離職。步入2015年，欠薪問題持續，亞視更把旗下劇集版權及資產變賣，其中買家有其對手無綫電視，包括購買亞視片庫中的舊式長片、購買亞視劇集二十年的轉播權等。而早年任職麗的故事策劃的蕭若元，則透過其子蕭定一的中國3D數碼娛樂有限公司購入蕭氏在麗的年代創作的29套電視劇「永久版權」，亞洲電視只能播放這些劇集最多五年，而這五年的播放權亦不能轉手。亞視多次變賣資產，才得以繳交牌費及利息等，但欠薪問題仍然持續。
通訊局就免費電視牌照的公開咨詢完成後，於2014年提交對亞視的續牌建議予行政長官會同行政會議決定。在9月5日通知亞視「建議行政長官不為免費電視牌照續期」的消息，並原定於同年11月公布結果，但由於期間發生亞視股東官司以及欠薪問題，亞視經理人向行會申請延遲公布結果，以便亞視有足夠時間尋找買家。最後政府決定以2015年3月31日為最後期限。無論王征還是經理人，亦不斷為亞視尋找賣家。3月26日，《財新網》刊登王征專訪，王征形容亞視命運「氣數已盡」。他表示，於2013年8月通訊事務管理局裁定他干擾亞視日常營運後，家族內部已決定不再支持亞視，尋找接盤人；但最後一名「白武士」於3月21日回絕出資拯救亞視，他決定放棄最後的掙扎，58年歷史的亞洲電視很可能於3月底關閉。亞視發表聲明澄清，指「王征並未說過亞視『氣數已盡』，而一直為亞視的戰鬥精神和市民的支持而感動」；執行董事葉家寶則重申現時的運作一切正常，指王征並未說過亞視「氣數已盡」，不相信亞視會於月底倒閉。
2015年3月31日，亞視於《六點鐘新聞》單方面宣佈大股東黃炳均及主要投資者王征將旗下控股權轉讓予香港電視網絡董事會主席王維基，並將豁免亞視所欠的大部分債務。但4月1日早上香港電視網絡發出澄清公告，指王維基並未與王征達成股權轉讓協議。亞視經理人德勤會計師行於下午2時突然召開記者會，宣布成功為亞視找到投資者，雙方於該天早上簽訂買賣協議條款書，如果亞視不獲續牌，協議就會無效。然而，在3月31日限期屆滿後，亞視仍然未能找到合適買家。行政會議於4月1日下午召開特別會議，雖然在會議途中收到經理人的信，表示已經有賣家願意接手，最後亦一致通過亞洲電視不獲續牌，牌照將於2016年4月屆滿。亞視聲明指出在投資者已落實的情況下，政府仍不續牌予亞洲電視，對有關決定表示意外和憤慨，表示將繼續抗爭，並不排除採取法律手段。
2015年9月9日，亞視管理層舉行記者會，執行董事葉家寶宣佈司榮彬的中國文化傳媒國際控股有限公司購入黃炳均52.41%的股權，其中41.66%完全交易成功。雖然亞視不獲續牌，但牌照有效期內仍受法例監管，股權變動必須得到政府同意，但政府未有同意這個變動。變成亞視私下交易股權但不獲政府承認的混亂情況，而新投資者司榮彬的入主，仍然未為亞視的財政帶來改善，欠薪、欠租、欠罰款等事件仍然不斷發生。最後葉家寶在法庭就欠薪判罰後，宣佈辭去執行董事的職務。雖然何子慧出任行政總裁，但亞視仍處於一片內部混亂與不穩之中，2016年1月起，亞視有不少員工因為拖久薪金過久，決定按《僱傭條例》的自動遣散條款離職，到了3月，甚至出現司榮彬與亞視經理人就發薪的爭議，差點發生牌照最後一個月才停播的困境。
2016年4月1日是亞視本地免費電視牌照的最後一日，亞視於4月2日零時起終止地面電視廣播，多間傳媒機構均有直播亞視「熄機」過程。2016年4月1日晚上11時59分57秒，亞視所有頻道播出藍色畫面，藍色畫面由亞視大埔總台控制室播出，作為通知慈雲山發射站中斷訊號的訊息。慈雲山發射站「熄機」及頻道交接程序如下：
- 模擬頻道：4月2日0時0分，發射站亞視員工中斷模擬頻道的訊號，觀眾會看到雪花。到0時2分，香港電台開始在原來的亞視模擬頻道傳送訊號，港台電視31A取代本港台，港台電視33A取代國際台，港台電視31A畫面上寫著「歡迎收看港台電視31A」，港台的工程人員在確定訊號穩定，在約凌晨零時7分，港台電視31A開始提供節目。[92][93]。
- 數碼頻道[94]：
  - 多頻網頻譜：接手亞視部份頻譜的ViuTV的工作人員切換訊號，即時接手原本由亞洲電視使用的多頻網數碼頻譜廣播，部份觀眾需要在電視機重新搜台才能收看ViuTV。訊號切換期間並沒有中斷，只是刪除訊號內11台本港台及16台國際台，並增加99台ViuTV，因此並不會影響透過相同大氣電波頻道傳送的81台翡翠台。
  - 單頻網頻譜：於午夜起再沒有訊號傳送。

### 「余詠珊黨」當權
2011年12月，因前無綫電視總經理陳志雲離任，余詠珊再度回巢，接替何麗全離任一年多後一直空缺的非戲劇製作總監一職。余詠珊回巢無綫後，深得無綫最大股東「殼王」陳國強的信任，打破了樂易玲與曾勵珍多年爭權的局面，致使這兩者的勢力已經逐步瓦解，樂易玲雖然仍在無綫為助理總經理，但主力已退守邵氏兄弟執行董事兼總經理。余氏後來升任助理總經理（非戲劇製作）。一眾前亞視及有線藝人，如萬綺雯、田蕊妮、黃翠如、洪永城等人得以提拔，晉升為一線小生花旦，但這些藝人的個人操守和演技備受爭議和批評。而屬曾、樂派系等舊將不是改簽部頭形式合作，就是離巢北上或到海外發展，甚或被迫或自願離巢（有傳是因為這些藝人演藝風格不迎合余黨旗下藝人和雙方政治立場相左而致）。這期間開始有不少報章對余詠珊的報導，亦引發外界對“余詠珊派系”的質疑。以黃翠如為例，黃翠如與蕭正楠的戀情在2014年因拍劇日久生情開始，蕭正楠當時的緋聞女友《東張西望》主持何傲芝在微博寫上：「邪不能勝正」，未幾何傲芝的形象插水式下跌，被傳媒貼上「貪財」、「識有錢人」的負面標籤，最後被迫離開無綫。而蕭正楠在2013年拍攝飾演負面角色的《巾幗梟雄之諜血長天》，亦長期雪藏，最後在2016年末逢星期六晚九點半播出。
而余詠珊在位期間，無綫的綜藝節目質素不斷下降，被大部分網民批評節目內容了無新意，甚至抄襲。余詠珊的丈夫、資深音樂人何哲圖在妻子回巢TVB後，於2013年成立星夢娛樂，重用“巨聲幫”、“星夢幫”和原星煥國際旗下歌手。原本與TVB合作愉快的英皇娛樂則受到冷落，轉而交惡，歌手均拒絕與TVB續歌星約。而TVB與四大唱片公司的關係在HKRIA版權風波尚未正常化。即使在星夢娛樂亦只是重點捧某一位歌手，旗下歌手多數被冷落或星夢的理念與該歌手不符（如許廷鏗）。所以旗下歌手通常很遲才出專輯或EP，而且旗下歌手通常只是主打唱劇集歌曲，較少有非劇集歌曲。這一點與星夢成立前劇集歌曲找其他公司歌手主唱不同，亦因此令其他公司與無綫鬧翻，及星夢歌手覺得發展有限因而意興闌珊然後離巢。余詠珊掌管綜藝與何哲圖掌管星夢娛樂，而余詠珊力薦加入TVB的愛將杜之克在2016年起出任副總經理（節目及製作）。等同TVB整個綜藝版塊加上劇集版塊有如余詠珊的家天下一般。余杜兩人主政後更多次向無綫電視皇牌無綫電視粵語配音組開刀，更一手摧毀引以為傲的外購節目時段並使J2淪為「賽馬台」、「賭博台」（因為亞視失去廣播牌照，J2由2015年9月起接手播放賽馬節目），而且大減J2深夜及週末早上動畫時段（此兩時段題材尺度較為大膽）。

#### 「余詠珊黨」排除異己
陳國強接任董事局主席後，好友曾志偉的地位日益重要，2013年，曾志偉為無綫執導的電視劇《女人俱樂部》，碌盡人情卡，找來不少外援回無綫拍劇，五位女主角以及盧大偉、苗金鳳、鄭丹瑞近年已甚少在無綫電視劇出現。但在選定年輕版的女角時，卻被余詠珊介入，曾志偉的好友陳百祥及黃柏高旗下的女藝人都被踢出局，反而余詠珊老公何哲圖旗下藝人就順利入圍，曾志偉亦無權決定。最後余詠珊揀選了星煥旗下Super Girls的Heidi和Cheronna擔正。而一度入圍、黃柏高旗下的女子組合As One則被踢出局，陳百祥旗下的更無緣試鏡。該劇最後卻被安排於2014年4-5月的淡季播映，曾志偉認為該劇卡士新鮮，劇情又有共鳴，應該放在暑假或台慶月等黃金時段播，不過暗指余詠珊出手阻止，最終也要讓步。
後來，曾志偉亦公開指無線解僱員工一事，直指余詠珊炒人是不近人情，其好友譚詠麟也指在巴西拍攝世界盃時，騷錢極少，余詠珊為大台創建的慳錢行動，自始令大台上下人心惶惶。此後由於2017年度香港小姐競選決賽乃由藝員擔任評判，再以記名方法決定被淘汰的佳麗有欠嚴謹，而評判鄭裕玲投下关键一票支持雷莊兒成為冠軍，令競選結果不符大多數觀眾期望，而鄭裕玲及雷莊兒的回應，亦引起坊間廣泛批評。曾志偉以「惨不忍睹」形容此亂局，他認為雖然佳麗的質素會有參差，但港姐競選的節目水準才是最重要一環，惟電視台只顧推廣big big channel，而未有紀念港姐45周年，失去了向港姐致敬的意義，他亦對鄭裕玲飽受批評感到不值。近年已甚少再為港姐擔任司儀，在大騷亦不見蹤影，關係正式決裂，愛將亦一一離巢。曾志偉曾聲言:「現在的TVB，已經不是我們認識的TVB了」。
值得一提的是，在2013年尾的《萬千星輝頒獎典禮》中，不少獲獎的無綫電視藝人都公開感謝余詠珊（Sandy）的支持與提攜。其中憑劇集《巨輪》榮獲“雙料視后”的前亞視藝人田蕊妮，之後更重返樂壇，出新專輯，每年亦有拍攝新劇集，2015年再憑劇集《鬼同你OT》，與同劇另一女主角胡定欣在馬來西亞頒獎典禮中“平分”視后。有指田蕊妮與現任無綫電視助理總經理余詠珊關係密切，而事實上田蕊妮亦是余詠珊入主亞視期間提攜及捧紅的“亞視花旦”之一，因而被歸為“余詠珊派系”被極力捧的亞視幫成員，《巨輪》亦被視為“余詠珊派系”大勝及逐步當政的一大轉折點。田蕊妮亦在2019年反送中風暴後因與無綫電視政治立場不合亦宣告離巢，亦協助老公杜汶澤的杜汶澤喱騷。
2014年10月，壹週刊報導余詠珊早前被指向無綫獻計裁員，以圖將節目外判給丈夫何哲圖旗下公司謀利益，更因此與曾志偉交惡。由於此次TVB裁員風聲鶴淚，網民得悉後立即力斥余詠珊兩夫妻以權謀私，打爛他人飯碗。而無綫發出內部聲明維護，強調裁員屬公司決定，有關參與審批外判節目的員工必須申報利益，而無綫沒有將節目外判予報道所指的余詠珊旗下製作公司。余詠珊受訪時表示多謝公司還她一個清白：「如果再有毀我名譽報道，我一定會告佢！」11月，余詠珊接受《東方新地》訪問，對裁員事件發出以下意見：「每年cut 5%人，然後請番5%新人，喺我心目中唔係裁員，而係更新。」（每年裁減5%員工，然後再聘請5%新人，在我心目中不是裁員，而是更新。）有網民反駁回應：「佢老公搵個另一個女人，都唔係同佢離婚呀，只係想更新下老婆個樣之麻。」（她的老公找另一個女人，都不是要跟她離婚，只是想更新老婆的樣子而已。）
2014年4月，余詠珊把無綫兒童組的三十多年的老臣譚玉瑛調走，9月無綫再以市道差及廣告收入不佳為由，裁減4個部門共50個職位，當中兒童組成重災區，傳聞只剩下一人，《放學ICU》老臣子監製曾廣平亦被逼提早退休，全部換上余詠珊的新班底。12月21日，余詠珊宣佈並由1月12日起由新通識教育節目《Think Big 天地》取代《放學ICU》。。
2015年12月，《蘋果日報》披露余詠珊向節目《東張西望》一班舊主持“開刀”，換入從有線過檔的李潤庭、陳貝兒及林溥來接替主持，舊主持黎芷珊、陳倩揚、麥雅緻、林映輝和蓋世寶等全被調離，是繼2014年年底《放學ICU》變革之後，余詠珊又一次玩改朝換代的遊戲，但不少網民稱這個所謂的「改革」新不如舊。
2018年，世界盃舉行得如火如荼，無視競爭對手直接解散體育組，並且結束自1980年起播出的長壽體育節目《體育世界》。即使隨後做出補救措施，但仍無法挽回觀眾對無綫體育節目的信心。

### 有線虧損易手
香港有線電視(有線)是香港九十年代以來第一個收費電視，亦有自己的網路線路，包辦收費電視及上網業務。但近年以來連年虧損。
有線是最早的收費電視競投足球播放權，例如英超、歐洲國家盃、世界盃等，在訂戶月費中獲得巨大收入，自NOW TV加入戰團中，使有線出現強大競爭者，球賽訂戶的月費時多時少，加上旗下奇妙電視(現為香港開電視)投得免費電視牌照後，開支因而增多。自2008年起開始虧損，過去7年半累積虧損超過12億元。到2015年中期業績公司虧損擴大至1.21億元，較2014年同期的2300萬元虧損，急增近4.3倍。現金流亦急劇惡化，銀行存款及現金由去年12月底止之6200萬元，大跌至2015年6月底的1800萬元。
2017年3月9日，持有有線的九龍倉集團於其業績報告中表示，與有線寬頻潛在買家的商討已全部終止，並未達成出售協議。除現行由九龍倉提供的4億融資資金承擔外，九龍倉未來無意再增持有線股權及提供任何進一步資金承擔，換言之，即不再注資到有線。在這個時候，前亞洲電視董事局主席邱德根之子邱達昌有意競逐電視業務，他持有的永升（亞洲）有限公司已經向政府申請電視牌照。2017年4月20日，有線發佈公告，香港地產發展商新世界發展主席鄭家純、遠東發展主席邱達昌等持有的永升（亞洲）有限公司將成為有線寬頻大股東。完成後，永升將持有有線寬頻約54.02%股份，鄭家純間接持有24.58%股份，九龍倉集團的持股比例則會大幅降至6.76%。其後有線寬頻於2017年5月29日召開股東大會，批准了這一收購案。永升因成功收購有線寬頻而放棄申請免費電視牌照。。
即使股權易手，2018年虧損更擴大至4.56億元。但董事會主席邱達昌表示有線的融資問題已經解決。

### 有線新聞部大地震
有線新聞部記者在採訪上，一向被視為比較進取、甚少如其他傳媒因為受到官方或商界壓力而自我審查。因此，多年來採訪期間曾屢次阻撓或遇襲，記者受傷，需由新聞部出面解決事件。亦長期經營中國政治社會的報導，建立一定的口碑。
2019年2月28日，長期主政新聞部的執行董事趙應春榮休，出任有線寬頻董事會主席特別顧問。3月13日，原職位會由有線新聞的創始團隊馮德雄繼任，原新聞總監黃餘發升任高級副總裁。
2020年8月10日，有線新聞部出現人事變動。內部通告指主管新聞部的資深傳媒人、執行董事馮德雄突然改任顧問，而香港國際財經台英語新聞部主管謝燕娜則獲升任為新聞及公共事務副總經理，並主管整個新聞部。而公司開設兩個新聞總監職位，分別由曾在亞視報導江澤民逝世事件中，於亞視新聞報導該假新聞的陳興昌及內容業務總經理李臻出任。同年9月21日，在無綫時代曾和下屬主播周嘉儀發生婚外情的無綫新聞副總監許方輝加入有線新聞，與謝燕娜共同出任新聞及公共事務副總經理。
2020年8月21日，有報道指三名工作超過20年，在工程部工作的資深主管即時被解僱。事件引起新聞部嘩然，逾220名新聞部員工，包括港聞採訪組全體採訪主任及全體記者、有線中國組全體員工等發表公開聯署信，向有線寬頻董事會主席及財務總裁表達對事件「震驚、不解，甚至憤怒」，認為解僱對有線新聞是「難以挽回的損失」。有線財務總裁郭子健於24日會晤新聞部各主管和員工，解釋解僱3人是調整公司架構及人力資源的檢討，目的是強化新聞部。同日總主播王春媚證實已請辭，並寄語同事「縱風雲變色，大家也要專業為先」。

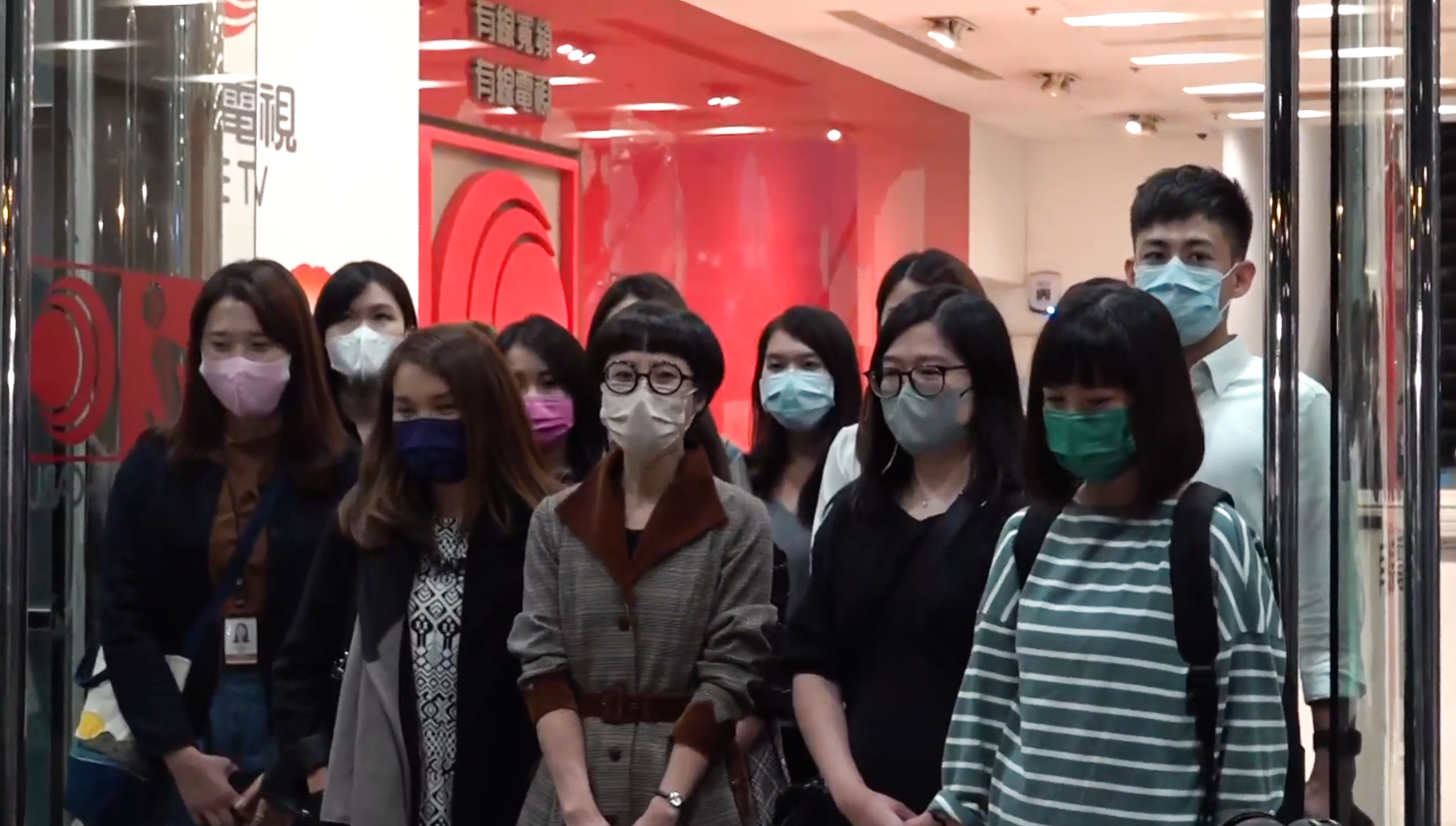
有線新聞港聞組5名採主及11名記者即時辭職，抗議有線新聞解僱約40名新聞部員工，對高層一手摧毀有線新聞部表示極度遺憾。

2020年12月1日，有線新聞部裁員約40人，其中「新聞刺針」小組全被解僱。而港聞、財經、剪接和美術組等員工亦受影響。受影響員工接獲通知後須即時離職。消息一出，新聞部員工隨即要求新聞部主管謝燕娜、許方輝、李臻和陳興昌要交代理據，新聞總監陳興昌斥同事「講爛仔數」，副總經理謝燕娜反罵員工「公審」，拒絕公開對質。除「新聞刺針」全裁外，有線中國組助理採訪主任黃麗萍亦被解僱，主管司徒元率領一眾組員隨即總辭抗議。同一時間，港聞組資深記者冼程峰、體育組主播林普斯、陳漢威、主播組首席主播劉紫鳳亦同樣收到「大信封」。
入夜後，港聞組亦有5名採主級人員（林穎茵、兩名助理總採主曾楚群及林妙茵、採主雷子樂、助理採主陳婉婷）和11名記者辭職，並發布共同聲明。指出被解僱的大部分都是服務新聞部多年的資深員工，過往表現突出，名單包括專題組新聞刺針全組記者。他們對公司高層一手摧毀有線新聞部表示極度遺憾。該事件成為1994年亞視「六君子事件」後香港新聞界最大型的總辭行動。翌日，陳興昌、李臻、許方輝、謝燕娜共同發表聲明，承認被裁40人只是他們與人事部商議所得出，四人對於近日新聞部架構重組的處理手法，以及個別令人感到冒犯的言論，感到抱歉。承諾編採方針維持不變，又指於未來2年新聞部不會再進行裁員計劃及減薪；以及積極提拔有潛質的同事，重新檢視各人的職級及薪酬安排。
曾任有線中國組首席記者的浸大新聞系高級講師呂秉權相信不只是疫情與經濟原因，對事件感到沉重，認為代表一個時代的終結。事件發生後，網上出現退訂有線電視的聲音，以抗議有線對新聞部進行清洗行動。而有線中國組部份員工，在眾新聞的邀請下轉到該處重建中國組。2022年1月因應《立場新聞》案，眾新聞宣告停運，眾新聞中國組因而解散。
2021年末，鄭家正式入主有線電視後未幾，宣佈《東周刊》社長關慧玲空降擔任有線新聞有限公司、有線財經媒體有限公司總經理，以及集團新聞及資訊總監，任四人組的上司。
2022年6月14日，網上流傳一張照片，一位中年西裝男子戴上口罩，在天星小輪攬實身旁女子表現親暱，雖然看不見容貌，但網民高度懷疑相中人是許方輝。由於事發時是上班時間，更引起猜測他當時正在「蛇王」(偷懶)。據悉有線電視高度關注事件，消息指有關男士已暫時休假。6月16日，許方輝以私人理由辭職，獲有線接納，即時起不再參與新聞部運作及相關事務，並將於9月中正式離任。

### 步入新的電視時代
2014年1月6日，香港電台加入電視廣播，港台電視推出數碼地面電視廣播服務啟播，隨著2016年亞洲電視結束本地免費電視廣播，其模擬和數碼頻道分別由港台電視及香港電視娛樂接手。2016年4月香港電視娛樂（ViuTV）開台，提供一條廣東話中文頻道，主打破格真人騷搶收視。與香港有線電視同系的奇妙電視（今有線寬頻開電視）亦於2017年5月啟播，計及無綫電視、港台電視、ViuTV及有線寬頻開電視，香港已經步入公共電視廣播及再有四台鼎立的全新時代。
步入網絡年代，影片分享網站、串流媒體及OTT平台愈趨普及，電視雖仍然為家庭觀眾最主要的資訊接收渠道，但收視人數已經有所減少。香港電視廣播業面對競爭對手的出現，正積極轉型並加大在互聯網上的投入。港府亦正積極研究檢討過時的《廣播條例》，放寬對電視廣播業者的規管，拉近電視業和互聯網媒體在規管上的差別對待，保障他們能夠面對競爭、持續經營及保持收視。無綫在2020年第四季起推出新安排，將多齣重頭劇如《使徒行者3》、《踩過界II》安排在myTV Gold付費用戶及TVB Anywhere訂戶優先收看，與中國大陸、海外付費串流平台同步，象徵了免費收看的翡翠台被串流平台取代領導地位。
另一方面，香港特區政府商務及經濟發展局局長邱騰華2019年2月11日宣布，香港將在2020年11月30日終止模擬電視服務，並在2020年12月1日開始全面數碼電視廣播。
Mytv Super在未確認年代推出4K解析度服務，提供接近超清電視節目。

### 廣播政策檢討
隨着頻道數目激增，加上近年有不少人士及組織要求政府全面檢討落廣播政策，政府亦檢討《廣播條例》，並放寬部份規定。另外，廣播事務管理局與電訊管理局合併為通訊事務管理局，以有效監管。
通訊事務管理局在2018年放寬對電視節目間接宣傳的規管，准許播出植入式廣告，以及在無償情況下提及商品或服務。又取消現行禁止節目在無償情況下過分突出商品或服務的規定，外購節目和直接轉播頻道中的無償間接宣傳則可豁免遵守植入式廣告的規則，惟持牌機構須告知觀眾節目含有間接宣傳，保障觀眾利益。

### 製作風氣
2010年代完全獨大的無綫電視因循保守作風越甚。然而，因王維基的高薪挖角潮及ViuTV進入市場，有不少已離職的前無綫製作人員對無綫的待遇與制度作出批評，尤以編劇為多，如編劇薪酬甚低，與專業不相稱；編劇連屬於自己的座位也沒有；製作與編劇部門被分割，編劇的話語權很低；高層不尊重員工意見等。

### 亞視轉戰網絡
2017年，上市公司協盛協豐完成收購亞洲電視大多數股權，同年12月18日，協盛協豐旗下的亞洲電視數碼媒體宣佈以「亞洲電視」為品牌推出OTT平台網絡電視服務，於2018年1月29日正式啟播；同年4月20日，協盛協豐易名為亞洲電視控股有限公司。可是亞視的OTT平台從啟播起之反應一直未如理想，在缺乏宣傳下不少市民不知道亞視仍然運作，並誤會亞視已經「執笠」結業，故此公司從來未見錄得盈利。2022年9月7日，亞洲電視數碼媒體被頒令清盤，相關業務由亞視公司接回，部分則轉到同系的「亞洲心動娛樂」當中。近年來亞視業務重心已集中在馬來西亞華人市場，鮮少出現在香港公眾面前，但偶而選擇在其大埔總台內舉行大型活動，又在2023年成功舉辦其66周年台慶典禮。

## 2020年代

### 「余詠珊黨」的終結

#### ViuTV的崛起與曾志偉掌權
2020年1月20日，由於無綫連年虧損，陳國強對經營已意興闌珊，於是辭任電視廣播董事局主席及非執行董事職務，並將沽售所有電視廣播股份，其股份將由工程師徐敬接手。 4月29日，執行董事許濤接任電視廣播有限公司董事局主席及非執行董事，行政總裁李寶安兼任副主席。
近幾年，ViuTV在聲勢上漸漸崛起，「實況娛樂」（真人騷）《全民造星》系列節目，捧紅了兩隊男子組合MIRROR和ERROR及不少歌手，此外ViuTV在綜藝節目、「實況娛樂」與題材新穎的劇集跳脫往日的「TVB模式」，漸漸掌握著部分收視群脈絡，成功鞏固在年輕族群中的支持。ViuTV順從網上民意腰斬劣評如潮的外購劇集《戰毒》，顯示ViuTV以年輕收視族群為主要目標。雖然英文台ViuTVsix曾刻意播放1980及1990年代的經典歐美電影與明珠台「明珠930」時段對撼，而且更因應觀眾意見而修復部分技術問題，但由於該些電影在播出時並沒有提供粵語配音，故引起喜歡粵語的年輕觀眾及一些仍然依賴粵語配音的觀眾批評ViuTV只顧外判及削減配音資源，而罔顧了觀眾的選擇。
詠珊在任期間，無綫的音樂節目形象更顯得低落。雖然在2017年4月23日起首播的《流行經典50年》曾引起不少迴響，但由於該節目基本上都以唱懷舊歌曲為主，更會經常出現同一首懷舊歌曲多次被重複演唱，卻只是更換演唱歌手的情況，因此節目的收視逐漸出現下跌趨勢。反觀ViuTV自2019年10月27日起於同時段推出音樂節目《Chill Club》，而節目基本上找新一代歌手及演唱新歌，令翡翠台該時段的節目備受挑戰。以歌手林一峰為例，他曾經在同一個晚上同時亮相《流行經典50年》和《Chill Club》兩個節目（由於這兩個節目均為預先錄影而非現場直播）。
無綫電視為了迎合內地市場，近年的政治立場漸見保守，在黃金時間大量播放內地劇集（有些在內地與香港備受好評例如《延禧攻略》，亦有些在香港不受歡迎例如張紀中版《西遊記》），此外無綫又不時與中國內地影視平台翻拍不少往日被視為經典的無綫劇集，如《溏心風暴3》及《再創世紀》。
受制於2019年下半年起因反對逃犯條例修訂草案運動而引發的「抵制TVB運動」，無綫亦只能依靠不斷「添食」延長集數的長篇處境劇《愛·回家之開心速遞》、部份劇集及綜藝節目維持節目話題性，甚至多次出現《愛·回家之開心速遞》的收視高於20:30及21:30播出的兩線劇集的嚴峻局面。
2020年11月2日起播出的《全民造星III》，從6月籌備至11月開播以來聲勢節節上升，迫使無綫臨時調動黃金時段節目安排，破天荒安排被稱為「題材貼地」的短篇劇《香港愛情故事》在22:30時段播出（在該劇播映期間翡翠台黃金時段共播出四線劇集），余詠珊亦將之視為榮辱之戰，親自督軍在18天內趕製《衝上雲霄大選》對撼《全民造星III總決賽》，兩者均於2020年12月26日20:30開始現場直播。
2021年1月21日，無綫電視面對內外交困，年青觀眾流失的嚴峻局面下，董事局主席許濤宣布再次邀請曾志偉回巢，擔任無綫的副總經理兼行政委員會特別顧問，全面負責綜藝及資訊娛樂節目板塊。此外，曾志偉亦負責為無綫培育電視台前幕後的接班人，為年青人創造更多的就業機會，也為無綫的節目內容注入更多年輕的元素。王祖藍亦並被邀請回巢，出任「首席創意官」，協助新任副總經理曾志偉。余詠珊當時稱「我好開心他（曾志偉）回來」，又形容對方就似「大佬」一般，同時表示曾志偉人脈廣，而且於內地具江湖地位，相信未來節目能夠邀請更多藝人參與。不過當時已有討論與「余黨」不和而離巢的曾志偉空降出任副總經理，全面負責綜藝及資訊娛樂，與余詠珊夫妻所掌控的權力有所衝突，因此預計無綫的變動會陸續有來。

#### 「余黨」失勢
2021年2月18日，無綫電視董事局主席許濤以公司長遠目標為依歸，提升節目品質與增加種類，達到業務多元發展，將星夢娛樂及相關音樂業務交由剛履新的副總經理（綜藝、音樂製作及節目）曾志偉接掌。余詠珊被調任助理總經理（業務發展），而何哲圖亦於同月28日正式離任，發展個人音樂事業和另起新音樂廠牌。正式宣告「余黨」當權家天下的終結。對於被指遭削權，余詠珊表示不想用這個方向去看待，又稱「呢幾年我都攰，講權力冇乜意義」。
曾志偉掌控無綫綜藝版塊後，極速化解無綫與香港音像聯盟（HKRIA）旗下三大唱片公司即環球、華納、Sony Music（EMI於2011年被環球收購）11年來的僵局。無綫聯同國際唱片業協會（香港會）、香港音像聯盟、各大唱片公司代表及旗下歌手，在將軍澳電視城舉行《音樂永續 樂壇同享》記者會，與三大唱片公司正式「破冰」。環球的李幸倪（Gin Lee）及江海迦（AGA）、華納的林欣彤、Sony Music的葉巧琳等，星夢娛樂的周柏豪、菊梓喬、吳若希也獲安排現身。曾志偉成功邀請何麗全回巢掌管星夢娛樂。破冰以後，《勁歌金曲》亦進行改革，節目改由一位歌手以小型音樂會形式包辦全集，播出時間於該年4月11日至8月29日期間改為逢星期日21:30-22:30以一小時播映。而《流行經典50年》則於同年4月完結，曾志偉在最後一集錄影時親自現身，向薛家燕保證節目將會在2021年底恢復（但該節目至今仍未有恢復製作）。
曾志偉上任後，無綫曾緊急調動節目製作緊急紀念逝世藝人吳孟達及太極樂隊成員唐奕聰的節目。尤其是紀念吳孟達的節目中曾志偉更親自上陣，相比起於該年年初逝世的無綫老臣李香琴，當時無綫並無安排製作及播出紀念特輯，而只於凌晨時段安排重播其主演的劇集《溏心風暴之家好月圓》，足見曾志偉上台後對娛樂圈動態的觸角敏銳。

#### 大股東黎瑞剛狠批TVB五大罪
2021年4月7日，無綫大股東、非執行董事黎瑞剛接受《星島日報》訪問，訪問中提及無綫已「迷失十年」「不滿意，不滿意，而且是非常不滿意」。五大罪分別是從管理團體至節目製作全面老化、決策失誤、派系鬥爭、離年青觀眾群愈來愈遠、電商業務使用經驗不佳，欠缺專人管理。他在訪問中提及，無綫離年輕觀眾愈來愈遠。他更指「不能老是天天在做菜」，需要有一些更加有創意的節目，例如內地青年人的創富故事，可啟發香港年輕觀眾等。黎瑞剛強調，邀請曾志偉與王祖藍回巢只是開始，未來的角色會更主動一點。
黎瑞剛指出，很多內地短視頻平台，現時還在播放TVB節目片段，包括數十年前的台慶製作。他慨歎以往台慶陣容鼎盛，香港當時最著名的歌星影星均在場，近年卻變得封閉，形容是「自己人自娛自樂，（場面）愈做愈小」。黎瑞剛亦批評TVB出現決策失誤，包括以往買入星美控股債券以及其他債券，導致公司蒙受重大損失（無綫在2018年以及2019年度，要為星美債券合共作出八億三千萬元撇帳）。黎瑞剛的批評，正好落在余詠珊大力推動的煮食綜藝節目上。
黎瑞剛有「中國梅鐸」之稱，在內地經營大量文娛業務，現任華人文化集團（CMC Inc）董事長兼行政總裁，是中共黨員，曾任上海市委副秘書長、辦公廳主任。
對於黎瑞剛的批評，無綫鎮台之寶汪明荃表示認同，直言自己收看無綫節目感到「睇煮餸睇到悶」，近年已很少收看劇集。她表示「我覺得的確有啲地方同意，山頭太多，來來去去都係嗰班人，好多人冇機會，我覺得藝員係公司財產，啱就要用，以前casting係向製作部推薦藝員，而家調番轉，鍾意嗰個簽返嚟先，其實藝員部同製作部要緊密合作，將最大功用發揮，而家少咗好多偶像。音樂節目方面都係好可惜，嘉賓嚟唔到，唔夠全面。」「所以要針對年齡層和觀眾群組作出改變，否則改唔到特色，TVB底子係好，曾志偉入嚟，外面大卡士肯入嚟幫手，最大感受自己嗰日錄節目，隔鄰廠有安安、袁詠儀做節目，大家支持TVB，好開心，希望做一個好騷，大家要針對問題，大老闆開到聲，舊人要upgrade，我都不斷學新嘢，我支持公司。」
前無綫業務總經理陳志雲接受訪問時認為要撤換管理層，並認為ViuTV最近的成績，是誘發TVB認真看待自己的問題，所以他們應記一功，「就好像花姐（ViuTV電視節目監製兼男團「MIRROR」 及 「ERROR」的經理人）就是一個好的例子，她以前也是在TVB工作的，為甚麼轉了電視台，就能夠得到發揮呢？這就是一個應該好好思考的問題......所以希望ViuTV加倍努力，繼續作為鞭策TVB的一股力量。」
4月11日，現場綜藝節目《開心大綜藝》首播，首席創意官王祖藍在「扮野」環節中扮演「Cheap Creative Officer 無綫特別堆填區行政長官藍太」，針對黎瑞剛在訪問中批評TVB的部份中，自嘲道︰「我哋唔會迷失多一個十年，因為我哋有《尋人記》，去尋找初心。我哋堅決否定山頭文化，因為我哋有《諸朋好友》。我哋唔會日日做菜，因為有《日日媽媽聲》。我哋唔會自娛自樂，只會與眾同樂，我哋有《開心大綜藝》。」

#### 無綫改朝換代
2021年4月9日，在無綫大股東黎瑞剛狠批五大罪後，市場傳出無綫副主席兼行政總裁李寶安被勸退，將於五月股東會後正式退休，結束多年電視業生涯。主席許濤將轉任行政總裁，而將成為香港永久居民的黎瑞剛將出任主席。
而余詠珊接受《蘋果日報》查詢是否將會辭職時，最初指「未定實，諗緊。」之後再有傳媒查詢時表示將會在四月底辭職。
曾與李寶安共同是六嬸方逸華左右手的無綫前業務總經理陳志雲表示「TVB管理層應該是一個活水的源頭，一個機構久不久有人事變動都不一定是壞事。如果這刻李寶安先生決定退休，也可能是一個契機注入新血，為TVB帶來一點新的衝擊。」

4月12日，無綫正式公佈，李寶安希望於65歲時退休及投入更多時間處理其個人事務，他將於5月27日退休，不再擔任公司相關職務。無綫將會在公司內、外尋找合適人選出任行政總裁。其間管理委員會將執行集團行政總裁的職責，管理公司日常業務。
6月7日，傳出余詠珊愛將，副總經理（節目及製作）杜之克已經向無綫辭職，9月2日生效，「余黨」最後的大將亦宣告下台。
9月1日，無綫內部宣佈委任組合農夫的C君(鄭詩君)出任J2台節目創意總監。而余詠珊在任時所推出的J2節目《#後生仔傾吓偈》，雖然曾志偉在3月時保證需要這個節目，但最後以「大家有新想法、新計劃，無時間」為由，在9月4日完成最後一集錄影，難逃腰斬命運。
9月28日，無綫宣佈晉升曾志偉為總經理（節目內容營運），全面負責無綫電視的主要內容營運，包括各類內容 (綜藝、合拍劇、音樂）的製作，以及節目採購及策劃，無綫相信，憑藉曾先生的豐富經驗，無綫電視在內容創作的核心競爭力將繼續強化。同時委任星島新聞集團行政總裁、集團發行人蕭世和為總經理（商務營運），全面負責無綫電視的市場及商務營運管理，推動提高無綫電視跨平台的協同效應和效率，並指導公司內外的企業傳訊活動，以及制定集團的整體品牌策略及定位。
11月，余詠珊接受訪問時，表示自己在任時低估ViuTV《全民造星》及MIRROR崛起，視為「人生污點」。並語帶相關地表示:「如果再唔努力，香港觀眾夜晚淨係睇 Netflix 同迪士尼 (Disney+)，咁香港都好慘，大家一齊努力，保住香港這個地方。」。
有傳首席創意官王祖藍以視后寶座力邀民意高的鍾嘉欣回港出席「萬千星輝頒獎典禮2021」，最後由曾勵珍旗下團隊作品《七公主》的林夏薇封視后，當時已離任的前高層杜之克旗下團隊作品《星空下的仁醫》女主角鍾嘉欣就得到「馬來西亞最喜愛TVB女主角」。頒獎禮之後，王祖藍長期北上。2022年4月8日，傳出王祖藍辭去首席創意官一職，主席許濤挽留不果。4月10日，無綫發出聲明否認，指「王祖藍先生現時正為本公司在內地執行多個節目的製作。」

### 有線再度易手
2021年11月，有線發出通告，持有有線電視的母公司有線寬頻，最大股東的永升，其股東之一鄭家純，分別向永升公司另外兩名股東，即遠東發展主席邱達昌及富力地產主席李思廉簽定銷售股份及銷售貸款協議，以收購二人手上的永升權益，總代價分別為1.48億元及6,090萬元，合共約2.09億元。原本鄭家純本身已是永升單一最大股東，持股31.5%，其餘股東還包括邱達昌﹙持股24.5%﹚、李思廉﹙持股16%﹚、周大福企業﹙14%﹚及趙令歡﹙14%﹚。交易完成後，邱達昌、李思廉徹底離場，鄭家純則從二人手上購得40.5%永升股權，持股升至72%，倘計及周大福企業(鄭家企業)持股，將合共持有永升86%股權。
11月30日，有線寬頻公告，身為副主席的鄭家純出任主席，邱達昌從主席退任為副主席。鄭家自八十年代與林百欣合購亞洲電視短暫掌舵後，再次正式入主香港持牌免費電視台。有趣的是，當年鄭家從邱德根手上購入亞視股權，如今收購有線，是從其子邱達昌手上購入股份。
2023年6月，有線電視的收費電視結束。

### 晚市禁堂食期間兩台收視
由於香港政府宣佈於2022年1月7日開始，食肆晚上六時起禁止堂食，兩台收視均有所上升。1月10日起，無綫翡翠台首播武打劇集《鐵拳英雄》，而ViuTV劇集《IT狗》亦在同日同時段首播。兩劇首播數天後，均獲得坊間普遍好評，例如讚賞劇中演員的演技出色。
《鐵拳英雄》開播首週平均收視為20.9點，是2021年1月以來第二線劇集暫列第二位；同時段播出的《IT狗》收視則為4.1點，較上週《塵沙惑》結局篇的2.2點高出接近一倍。全週三台收視冠軍為星期一至五無綫處境劇《愛·回家之開心速遞》，收視為26點。ViuTV及香港開電視收視冠軍分別是星期日的《健康要Fact Check》及《空間改造王》，收視分別是4.8及4.3點，兩者均為外購日本綜藝節目。
無綫亦在一月推出杜之克主理、復刻八十年代以劉德華、周星馳等無綫藝員訓練班出身藝員為藍本的劇集《青春不要臉》，開播以來連續三週有輕微下降的趨勢，2月5日，該劇兩小時大結局收視為18.4點，暫列2022年收視新低。2月4日，ViuTV原創劇《IT狗》播出大結局，收視為4.8點，但同期播放的韓劇《哲仁王后》超越IT狗，錄得5點以上收視，成為該台第二高的韓劇，雖然以上劇集收視成績有明顯差距，不過無綫卻首次在收視報告為翡翠台與ViuTV兩台劇集加上豆瓣評分，稱「《IT狗》內地豆瓣評分5.9分」、「《青春不要臉》內地豆瓣評分7.8分，佔一周華語口碑劇集榜第 8 位」，被指畫蛇添足。
由於第五波疫情，無綫電視亦相繼有演員確診，部份劇組需要暫時停工，而在二三月間香港政府宣佈將會進行全民檢測，無綫為可能推行的禁足令進行準備，例如準備物資以及租旅遊巴等給員工休息，總經理曾志偉更親自出山主持節目《講你都唔信》，他表示新節目構思源於早前政府有意推行全民檢測，市民或要禁足留家，因此開始擬定萬一「封城」，預留人手在電視城「閉環式」工作 (通過檢測的員工在電視城留宿約3周，以備人手繼續運作)，確保每晚有綜藝節目播出，所以《講你都唔信》當是一場「預演」。曾志偉表示萬一封城，他願意以身作則陪同事留低，還找錢嘉樂一齊主持節目。曾志偉和錢嘉樂是『鐵腳』，每晚由不同主持輪流做，幕前最多限12人同台出鏡，播放3星期。最後香港政府宣佈放棄進行全民檢測，由「全民檢測」轉為「全民自願快速檢測」，所以「閉環式」工作並沒有實行。
3月，ViuTV播出劇集《940920》，該劇收視由首週4.0點下降至結局週（第二週）3.8點。同時段無綫播出《飛虎3壯志英雄》第三、四週，兩週收視由21.8點上升至21.9點。同時期20:30 - 21:30時段無綫劇集《家族榮耀》最後一週收視達到26.3點，大結局取得電視直播收視27.4點，為該劇開播以來最高收視一集。全劇平均24.7點，為2020年9月至今香港兩線劇集收視之冠。

### 無綫收視持續低迷，改為選擇性公佈收視
2022年4月，無綫翡翠台21:30時段播出劇集《金宵大廈2》，雖然網絡口碑甚佳，但收視卻從18.8點下跌至結局週的15.6點，全劇平均收視17.4點，而接檔的《雙生陌生人》卻繼續下跌，開播兩週的收視只得13.5點，第三週更下跌至13.1點的新低，第四週結局週雖回升至13.9點，但全劇的平均收視卻只有13.5點，打破2021年《刑偵日記》的13.77點最低收視紀錄，創下了無綫電視啟播接近55年來主力劇集的最低收視。
5月中，無綫有見《雙生陌生人》收視無法挽回跌勢，於是決定將未播畢的集數由原定25集刪減至20集播出（而25集原裝版則在myTV SUPER等OTT平台上架），安排《十八年後的終極告白2.0》提前一星期至5月30日播出。不過有傳媒及觀眾發現ViuTV將同樣於5月30日21:30播出自製劇《冥冥之中》，因此普遍認為是無綫為了對撼ViuTV才將未播畢的《雙》劇刪減以便讓《十》劇能於5月30日播出。
另外，由於星期一至三22:30時段的綜藝節目《日日媽媽聲》首兩週收視出現下滑的跡象，無綫亦決定將剩餘未播出的集數改為逢星期日22:30播出，原時段則由旅遊節目《東．南歐潮什麼》接檔。
值得留意的是，無綫劇集《雙生陌生人》及ViuTV外購韓劇《Voice 聲命線 4》均於該年5月2日至27日21:30時段播出，因此《十八年後的終極告白2.0》對撼《冥冥之中》將成為2022年星期一至五21:30時段的第三次對撼。
兩台劇集播出後，無綫《十八年後的終極告白2.0》收視由第一週14.7點上升至第二週15.6點，第三週更上升至16.1點，結局週則稍為下降至16點，平均收視15.6，暫為無綫年度收視倒數第二的劇集。ViuTV《冥冥之中》由第一週3.3點下降至第二週2.9點，破該台年度最低收視紀錄，而第三週則回升至3.1點，第四週亦稍為下降至3點，最後平均收視為3.0點。
在《十八年後的終極告白2.0》播畢後，無綫以曾經被高層要求修改劇本的《童時愛上你》接棒播出，但該劇的收視卻由原本的14.5及14.0，下跌到第三週的13.8。該劇播出第三週時碰上ViuTV的重頭劇《I SWIM》首播。《I SWIM》以中學背景游泳為題材，以由MIRROR成員呂爵安、邱士縉、王智德以及在2020年ViuTV真人騷《調教你男友》中因外貌出眾人氣急升的魏浚笙（Jeffrey）主演，劇集播出第一週就已經得到5.8點的收視成績，突破無綫總經理曾志偉於2021年所指的「ViuTV只有4點收視」。
劇集進入第二週，網民卻洗版式批評《I SWIM》劇情不合理、「暴走」和離奇，包括李馬榮（呂爵安飾）及Miss翁（吳海昕飾）明目張膽地想發展師生戀，而類似劇情橋段被指於以往的無綫劇集中經常出現。Miss翁作為老師不斷與學生李馬榮單獨相處，甚至帶他回家。而班主任焦Sir亦當面在學生黃亞樂面前指李馬榮「心地唔好」，質疑為何MakerVille仍然接受。網民指第7集一切設定都相當離地，其中四子與Miss翁到傳統名校「冠中書院」出戰友誼賽時遭到惡劣對待，並認為學生不可能因「太愛學校」而作出妄顧校譽的暴力行為，形容像“黑社會咁亂棍打”。而黃亞樂（邱士縉飾）於游泳期間更能夠只使用一隻腳來追回所有差距和反超前，最後反敗為勝，認為有關劇情是違反常識。而第9集關於游泳的劇情更是非常少，該集大部份時間集中講述主角的感情生活。。
2022年7月25日，無綫宣布不再全面發放三台黃金時段收視資料。無綫指出電視台每週發放的收視資料，向來是電視節目受歡迎程度的重要指標。隨着新媒體的發展，廣大觀眾不再局限於透過傳統電視觀賞節目，同時亦可使用電腦、平板電腦或智能手機等透過多種媒體平台瀏覽，又可隨時隨地到myTV SUPER等網絡平台收看節目重溫，因此恆常於每周一公布的電視直播收視資料已不合時宜，未必能完全反映觀眾收看電視節目的實際情況。而無綫日後對電視收視公布方式將會作出調整，改為重點聚焦於公布無綫自家電視節目收視資料，以切合現時的收視數據公布環境。由於無綫改為選擇性公佈收視，因此《童時愛上你》及《I SWIM》兩套劇的結局週收視成績無從得知。
惟無綫該舉動卻引來不少網民抨擊。香港01提到，既然在其他時段收視大勝，「又何必為了一個9點半就將整個收視報告抽起？」，亦指出不少網民覺得是無綫擔心收視數字影響地位，怕有一天真的被競爭對手超越及不停被以收視攻擊和取笑，尤其是無綫現正經歷艱難時期，當年的信心已經磨蝕，再沒有當年與主要競爭對手亞洲電視抗衡的力量，而當年無綫的收視即使被亞視超越也不會停止公布收視，並且會設法改善節目質素挽回收視，因此認為是無綫或者已經沒有當年的魄力。

### ViuTV陷入低迷，其他兩台收視亮眼
2022年7月28日，MIRROR演唱會發生嚴重意外，導致多名舞蹈人員受傷。主辦單位隨即取消餘下的場次，MIRROR停工至十月，ViuTV亦抽起所有由MIRROR成員亮相的節目，並一度停止於社交平台宣傳節目，不少廣告商抽起由MIRROR成員代言的廣告。因為無綫電視選擇性地發佈自己較高的收視，並不再持續發佈自身及其他電視台收視資料，所以意外令ViuTV節目收視的影響無從得知。8月28日，無綫的《開心無敵獎門人》平均錄得23.7點收視，8月22日至26日《白色強人II》平均錄得20.1點收視。香港開電視的《一線搜查》、《重新出發》、《煮題COOK》亦錄得超過3點收視。
無綫電視亦成功向香港賽馬會爭取，於2022年9月新賽季開始，將賽馬會節目由J2改為財經體育資訊台播映，令J2節目安排更靈活。惟J2並沒有因此而重新播出更多元化外購劇集及動畫到2008年至2015年之播放時數水平以回饋觀眾。2023年10月開始，J2更停播動畫，直至2024年4月J2被TVB Plus取代為止。

### 選秀節目大戰
2021年，無綫及ViuTV均有舉辦選秀節目，分別為《聲夢傳奇》及《全民造星IV》，兩個節目的部分參賽者更分別組成女團After Class及COLLAR。
踏入2022年，無綫製作《聲夢傳奇2》，而奇妙電視及香港電台亦加入競爭。原為無綫助理總經理（非戲劇製作），在任時提出製作《聲夢傳奇》的余詠珊辭職後與奇妙電視（香港開電視）合作，製作《就是青春》。她受訪時表示節目與《聲夢傳奇系列》和《全民造星系列》的做法和方向均有很大的分別。而港台製作的《新時代奮鬥者》並不局限於歌手，還涉獵廣播、跳舞及演技，港台更會在這個節目挑選DJ，港台發言人指將於1月下旬公佈節目詳情。不過《全民造星系列》監製花姐揚言期望來年不用製作《全民造星V》。，7月15日，ViuTV舉行發佈會，宣佈製作《全民造星V》，因為MIRROR演唱會事故延遲於2023年播出。

### 國安節目與英語節目
2023年2月14日，香港特区政府建議香港三家本地免费电视节目服务（免费电视）持牌机构和两家声音广播持牌机构在“时事节目”类别每周须播放至少30分钟关于国民教育、国民身份认同和香港国安法的节目。同時香港電視台、電台的英語節目必須提供英語廣播總時數的比率，由不少於80%下調至不少於55%。

### 復常後電視業仍低迷
2023年3月，香港政府取消防疫措施。長達三年的封關管控，大大改變了香港人生活方式，市民下班後返家，令夜市低迷，同時有大量市民北上深圳等地消費或外出旅遊，再加上移民潮，這些因素無助香港的電視台收視。
2023年6月，有線電視的收費電視結束，又於翌年1月將頻下的奇妙電視公司名稱，更改為「有線寬頻開電視有限公司」。另一方面，無綫電視因為截至2023年中期仍錄得虧蝕而節省開支；無綫電視在11月更向通訊局申請關閉J2及財經體育資訊台，該申請已於翌年4月獲准，並在同月以新頻道TVB Plus取代兩者，而原有的85台轉播鳳凰衛視香港台。

## 備註
1. ↑  無綫製作的《乘風破浪》及《少年十五二十時》收視曾高於《歡樂今宵》及《書劍恩仇錄》。[6]:32
2. ↑  然而「七月攻勢」中由徐克製作的《金刀情俠》以嶄新的拍攝手法獲得注意，《金》作為電視作品，罕見地獲選於香港國際電影節中播映，成為該位後來的名導演進軍電影圈的踏腳石[6]:37。